# Trabajo social

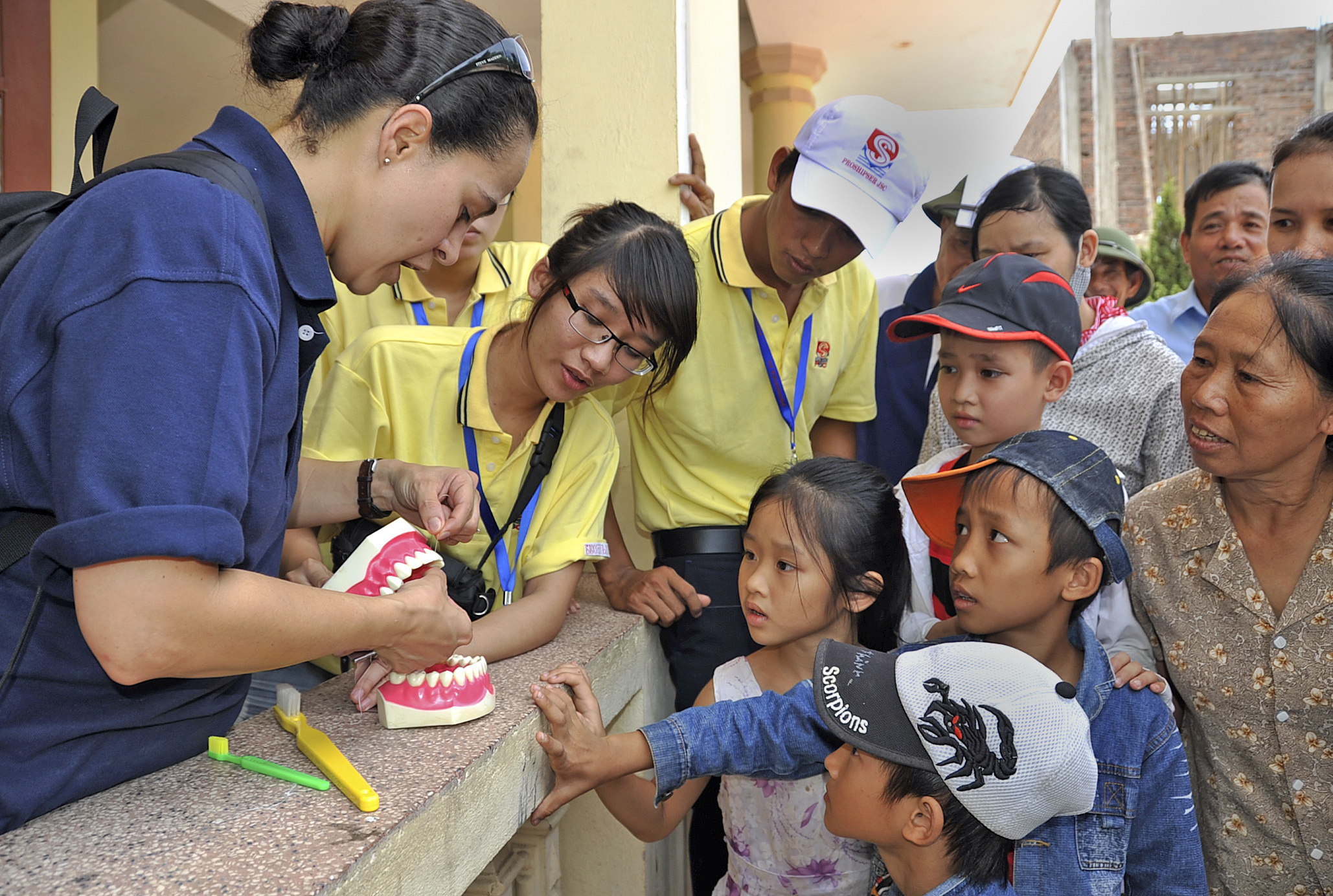
El trabajador social planifica y ejecuta políticas públicas y programas sociales orientados para el bienestar colectivo y para la integración del individuo en la sociedad.

El Trabajo Social es una profesión y disciplina con metodología científica basada en la práctica (praxis) y una disciplina académica desde la multidisciplinariedad.  
Respaldada por las teorías del trabajo social, la participación colectiva, fundamentales para trabajo social, estructuras para hacer frente a desafíos de las relaciones interpersonales, aumentar el bienestar y la calidad de vida de las personas.
Tras un periodo largo de revisión, esta definición pone fin a la adoptada en el año 2000 y que ha sido la utilizada hasta el momento. La nueva definición, además de subrayar el compromiso de la profesión con la justicia social y los derechos humanos, intenta adaptarse a la situación actual del trabajo social en el mundo, ampliándose a nivel nacional y/o regional.

## Historia y antecedentes

### China
El pensador Xunzi (298-235 a. C.), es el primero en reconocer el origen social, "el bien y la razón nacen de la disciplina que impone por sí misma la vida en sociedad". El Reformador Wang Aushi(1073), estaba muy preocupado por aligerar las cargas pesadas de los campesinos, así que estableció instituciones de socorro popular, hospitales, dispensarios, cementerios públicos; basándose en el modelo de Fundaciones Caritativas creadas por los Monasterios Budistas en el siglo VI y VII.

### Roma
El Derecho Romano es la base que nutre en la actualidad al Derecho Internacional. En la cultura romana esta emanaba principios de influencia humanista como es la Ansiosa de Séneca (el hombre para el hombre es algo sagrado), esto dejó fuera a esclavos, niños y mujeres que fueron sometidos a la autoridad del Parterfamilias (significa padre de familia o la llamada patria potestad).
En la época de Jesús de Nazareth se enseñó que el trato con los semejantes debía ser recíproco, de esta forma: «Así que, todas las cosas que queráis que los hombres hagan con vosotros, así también haced vosotros con ellos». Séneca, quien también vivió en esta época, copia esta enseñanza, y se opone a las distinciones sociales, afirmando: «Compórtate con tus inferiores como quieras que se comporte contigo aquellos que se hallan por encima de ti».
Asimismo, la beneficencia era una parte fundamental para la moral romana, ser patrón benefactor constituía un estatus destacado.
Por otro lado, Quintiliano, uno de los precursores de la pedagogía actual (ya que sentó las bases para la educación infantil en el ámbito romano), recomendó que el trato de los niños sea cariñoso, sin castigos físicos y que se respeten las cualidades de cada uno.

### Evolución posterior
El trabajo social se encuentra ligado al bienestar social, pero debe ser entendido en términos más amplios. El concepto de bienestar social se remonta como anteriormente se menciona a tiempos muy antiguos y la práctica de ayudar al pobre tiene raíces en muchas civilizaciones y religiones del mundo.
Según Ezequiel Ander Egg, en la historia del trabajo social se definen tres momentos esenciales: asistencia social, servicio social y trabajo social; definiendo este último sobre la base de una concepción operativa, expresando al respecto: "El trabajo social tiene una función de concientización, movilización y organización del pueblo para que en un proceso de formación del autodesarrollo, individuos, grupos y comunidades realizando proyectos de trabajo social, inserta críticamente y actuando en sus propias organizaciones, participen activamente en la realización de un proyecto político que signifique el tránsito de una situación de dominación y marginalidad a otra plena participación del pueblo en la vida política, económica y social de la nación que cree las condiciones necesarias para un nuevo modo de ser hombre".
Andrea Oliva explica de qué manera el movimiento del capital, las inmigraciones masivas y el consecuente proceso de urbanización, se tradujeron en una serie de problemas para la clase obrera (y para el capital) en términos de su reproducción. Y que a través de la lucha organizada de la clase obrera, en sus diversas formas (incipientemente colectividades, asociaciones de socorros mutuos, cooperativas y luego, sindicatos y partidos), lograron formular una serie de reivindicaciones por la cobertura de sus necesidades que dio origen a las distintas intervenciones del Estado. Fue precisamente el carácter colectivo de las demandas lo que permitió que la dádiva de las formas de ayuda desplegadas por instituciones privadas, perdiera su capacidad de dar respuesta a las necesidades planteadas. La profesión de trabajo social no puede comprenderse sin las luchas de los pueblos, sin la organización de los trabajadores para mejorar las condiciones de vida. Es la demanda colectiva la que plantea la necesidad de dar respuestas colectivas, es decir, la creación de los servicios sociales con el financiamiento público.

## Funciones de los profesionales en trabajo social
Las funciones de los profesionales en trabajo social consisten en:
- Facilitar información y conexiones sociales con los organismos de recursos socio-económicos (articular redes).
- Conocer, gestionar y promocionar los recursos existentes entre sus potenciales usuarios y los profesionales de otras ramas de las ciencias que pueden estar en contacto con sus potenciales usuarios.
- Organizar y capacitar a la población con el fin de que puedan motivarse a la participación social.
- Diseñar actividades, evaluar estrategias para que la comunidad pueda intervenir de manera individual, grupal o comunitario.
- Educación social en áreas rurales, sobre diferentes temáticas de interés y beneficio para la población.

Y entre otras tenemos:
- Recibe, orienta, educa a personas, familias, grupos y comunidades en la solución pacífica de sus conflictos a través de una cultura de diálogo, mediación y concertación.
- Realiza investigaciones sociales que contribuyen a identificar e interpretar las causas de los fenómenos sociales problemáticos que se presentan en cualquier contexto planteando alternativas de solución a las mismas.
- Participa en la gestión, formulación, ejecución, evaluación de planes, programas y proyectos sociales dirigidos a mejorar las condiciones de vida de la comunidad tanto con instituciones públicas como privadas.
- Participa en el diseño, administración de programas de personal, bienestar laboral, seguridad social y salud ocupacional.
- Gerencia de programas y proyectos de desarrollo social con organismos gubernamentales y no gubernamentales.
- Forma parte de equipos ínterdisciplinarios que trabajan por el mejoramiento de la calidad de vida de la población a través de procesos socioeducativos de promoción y prevención.
- Entrega o aplica tratamientos en psicoterapia o terapia familiar a individuos, parejas, familias y grupos.
- Se ocupa principalmente de las demandas que el grupo social necesita y promueve, además de planear administrar y supervisar proyectos que la sociedad necesite.

Un ejemplo práctico de cómo se realizan en la realidad algunas de las funciones mencionadas, lo podemos ver en los centros de reclusión preventivos de la Ciudad de México, en los que los profesionales del trabajo social están en contacto frecuente con los internos para facilitarles los trámites que estos quieren hacer con el objeto de concluir o iniciar sus estudios de primaria, secundaria, etc., dado que como están privados de su libertad, prácticamente se les hace imposible gestionar personalmente la obtención de documentos en las instituciones gubernamentales o particulares (tales como certificados de estudios, actas de nacimiento, boletas de calificaciones, etc.) que les son necesarios para poder estudiar mientras están internos. Es por ello que el trabajador social debe de estar atento de la existencia o no de los Convenios de Colaboración entre las Instituciones Públicas de Educación y los Centros de Reclusión que permitan a los internos tener el material necesario para cursar sus estudios. Además, dichos profesionales deben estar en contacto frecuente con los custodios, médicos y psicólogos que laboran en los Reclusorios, así como con visitadores de los derechos humanos, defensores de oficio (en materia penal, familiar, laboral, etc.), peritos de las Procuradurías de Justicia, miembros de corporaciones policíacas, notificadores o actuarios de los Tribunales de Justicia, etc., que con motivo de sus funciones deben relacionarse con los internos para la práctica de las diligencias o cualquier trámite, con el objeto de que el recluso no se sienta intimidado y darle la confianza de que si requiere ayuda estará el trabajador social que le auxiliará ya sea para avisar a sus familiares, gestionar la intervención de instituciones públicas o privadas dedicadas a defender los derechos humanos de los internos o realizar cualquier trámite que tienda a proteger la seguridad del recluso durante su estadía en los referidos Centros. En esta tesitura, uno de los objetivos del trabajador social tanto en los reclusorios como en las penitenciarías, “es elaborar y desarrollar diseños de investigación que permitan identificar causas socioculturales asociadas y/o relacionadas con la conducta antisocial: el delito, el delincuente y la delincuencia. Así pues, los objetivos específicos serían planificar y desarrollar actividades encaminadas a facilitar la adaptación a circunstancias extraordinarias de los internos de reciente ingreso, para lograr la rehabilitación y optimizar su reinserción y reintegración al medio social, familiar y laboral” (Nota: la información que está entrecomillada se extrajo de un documento elaborado por el Instituto de Capacitación Penitenciaria dependiente de la Subsecretaría de Sistema Penitenciario de la Secretaría de Gobierno del Distrito Federal, México, con título Servicio Social. Por desgracia no nos ha sido posible referir más datos bibliográficos, dado que se nos ha hecho imposible encontrar tales documentos íntegros, pues solo tenemos una pieza fragmentaria que no nos ayuda a aportar más datos bibliográficos).
De lo anteriormente dicho, se puede decir que en el desempeño de las funciones que lleva a cabo el trabajador social se van creando con el devenir de los años y la creciente experiencia en la labor social, nuevas técnicas y metodologías de reinserción a la sociedad. No hay que perder de vista que el trabajador social realiza una labor humanitaria tendente a la realización de todas las capacidades y aptitudes que las personas puedan tener en su entorno social, de tal manera que tanto en los reclusorios como en las penitenciarias se desarrollen los valores humanos por medio de la capacitación, educación y actividades laborales con el fin de preparar a los internos en la reinserción social, al momento de obtener su libertad y así tengan la oportunidad de encontrar y ejercer un oficio o profesión benéfico para ellos mismos como para la sociedad. En razón de que al interno se le ha privado de la libertad por haber conculcado los valores sociales establecidos en la ley o en el sistema jurídico y en virtud de que en el mismo sistema se han incorporado los nuevos métodos de tratamiento con una visión integral o completa, es por ello que al interno se le instruye en su internamiento con una perspectiva educativa, social, laboral y cultural, de manera tal que el interno vea las diversas aptitudes y opciones que tiene a su alcance y las puedan practicar una vez que obtenga su libertad.
Según otras concepciones, en Argentina, Andrea Oliva viene planteando para el análisis de la intervención profesional las esferas de asistencia, gestión y educación. Estas funciones se presentan simultáneamente y con distintos grados de articulación. La asistencia profesional, se polariza con las posturas reivindicativas, en tanto, siempre está en tensión con los reclamos de la época que se transita. Los profesionales pueden apuntar a reconocer las determinaciones de la heterogeneidad de la vida cotidiana en el contexto histórico-social, y articular la intervención a las reivindicaciones de las clases subalternas, considerando la entrega de prestaciones en tanto derechos que se fueron conquistando, en el marco de la lucha de clases en nuestra sociedad. Desde posturas asistencialistas, los profesionales del trabajo social no requieren mucho más que gestiones de tipo burocráticas, ya sea, que estén basadas en criterios pre-establecidos para el otorgamiento de prestaciones o en los distintos mecanismos de control sobre la vida cotidiana. Posicionarse desde las reivindicaciones de las clases subalternas implica una tensión permanente en la realización de gestiones para responder con actividades acordes a los sujetos que expresan en forma particular las necesidades sociales.

## Ámbitos de actuación profesional
Comprende gran diversidad de ámbitos de desempeño (todos aquellos grupos vulnerables que precisan de una atención especial): Tercera edad, personas con discapacidad, personas maltratadas (en especial, mujeres, menores y ancianos), reclusos, víctimas del terrorismo, inmigrantes, menores exclusión social, minorías étnicas, drogodependencias y adicciones, emergencia social, prostitución, sector salud, entre otros ámbitos.
Una herramienta tecnológico subjetual de su ámbito laboral, es el informe social, la historia social, la ficha, diagnóstico social, el proyecto de intervención, las hojas de seguimiento, entre otros. En la actualidad el trabajo social también desarrolla su acción en el llamado tercer sector (asociaciones, fundaciones, colectivos y ONG) y en menos medida en la empresa privada.
Se suman como herramientas tecnológico-subjetuales, como parte de sus actividades de intervención social: los informes periciales, propios del sistema oral de justicia. También en los contextos escolares, son mediadores de conflictos entre integrantes de la comunidad educativa, realizan terapia de tratamiento con familias, grupos, individuos, para buscar la resolución de sus problemas de interrelaciones sociales y que son causantes de sufrimiento.

### Trabajo social en las cárceles
El trabajo social en cárceles o dirigido a reclusos juega un papel muy importante dentro de los ámbitos de actuación profesional de un trabajador social. Las instituciones carcelarias, según el trabajo social, es un ámbito para la modificación de conductas y la ocultación temporal o permanente de personas que amenacen la convivencia social bajo un medio libre, ya que por cierta causal han corrompido la misma. El propósito del trabajador social con los reclusos es el lograr alcanzar la reinserción social del individuo, "con el fin que este tome conocimiento e identifique las circunstancias que originaron su conducta delictiva y las consecuencias derivadas de la privación de la libertad" siendo dicho profesional un componente vital en todo el tratamiento interdisciplinario al cual los reclusos están expuestos.
De primera instancia el trabajador social debe tener presente que su trabajo va dirigido a un sujeto en situación que de igual modo sigue siendo persona y posee dignidad humana. Dentro de las funciones que lleva a cabo el trabajador social, dirigido al ámbito carcelario se encuentra:
- Intervención con individuos y familias.
- Ponderación de riesgo-transición.
- Servicio de protección.
- Manejo de caso-mantenimiento.
- Provisión de servicios y recursos.
- Resolución de disputas: Manejo de conflictos.
- Mantenimiento de la organización.
- Desarrollo de programas.

Es necesario direccionar la atención a un eje de vínculo profesional-destinatario de la intervención, denominado desde el cuerpo legal que lo caracteriza en el escenario como "el interno". "La intervención profesional es una dimensión constitutiva del campo disciplinar, campo en el que participa la investigación. Ambas prácticas se articulan y retroalimentan, ya que es el conocimiento el que permite acceder a la comprensión de las situaciones que la intervención intenta transformar, conocimiento que va a proporcionar las argumentaciones y fundamentos profesionales". Lo cual nos infiere que el trabajador social debe fomentar su trabajo en la intervención pertinente a nivel de contacto personal adjunto a investigaciones externas acerca del recluso.
La metodología que utiliza el trabajador social en los casos con reclusos es la siguiente:
- El profesional recibe la solicitud de estudio.
- Registra el caso en el libro de control de casos (se dispone de un libro de actas).
- Cada profesional elabora el expediente para materializar la información obtenida.
- Confecciona la cédula de citación.
- El trabajador social planea la visita domiciliar y/o institucional; envía la cita por medio del citador judicial y realizar la coordinación telefónica.
- Realiza la visita domiciliara al valorado o a la institución donde se encuentra el recluso.
- Justifica a la familia la intervención profesional y el objetivo por cumplir.
- Efectúa entrevistas a personas relacionadas al individuo (familiares, vecinos, autoridad administrativa, profesionales y otras fuentes colaterales).
- Evalúa el medio socio-familiar y comunal donde se desenvuelve el recluso.
- Se estipulan el día y la hora de la entrevista para cumplir con el proceso de investigación.

Dentro del marco de referencias que el trabajador social tiene que investigar y estudiar para alcanzar su objetivo:
- Las relaciones familiares.
- Las relaciones interpersonales.
- Su anterior convivencia en la comunidad.
- Razón por la cual la persona se encuentra encarcelado.

El trabajador social debe estimular a lograr desarrollar un ambiente al encuentro y al intercambio para facilitar el camino a la superación de conflictos, teniendo como base principal la responsabilidad al diálogo.
Otro enfoque al cual va dirigido los servicios de un profesional de trabajo social dentro de una institución carcelaria lo es: la socialización institucional o integración adaptativa de la entrada del individuo a la cárcel. La realidad es que el recluso se enfrentará a la falta de coherencia interna entre los integrantes de una institución, los intereses contrapuestos, humana ausencia de coordinación de las actividades y los criterios de compresión del hecho social que erige en la figura del detenido. De igual modo, la interacción social y el bienestar mental van de la mano en situaciones que involucren la privación de la libertad e integración a una institución carcelaria. Un artículo de la revista académica Social Forum nos plasma un estudio realizado por Research Triangle Institute, Health and Social Policy Division a hombres y mujeres reclusos con el propósito de definir su bienestar mental tomando como variantes de estudio su estado civil, posesión de hijos y apoyo social (interno y externo). Como resultado se mostró que las instituciones carcelarias en lugar de promover el bienestar mental, las relaciones sociales dentro y fuera de la institución están asociados con mayores niveles de angustia dentro de su salud mental. Los más altos niveles de ansiedad y depresión los poseen los reclusos que se encontraban con relaciones matrimoniales y los reclusos con mayor nivel de hostilidad eran aquellos que mantenían relaciones sociales dentro de la cárcel. Dicho estudio es una prueba indispensable de la necesidad de todo recluso de contar con ayuda de un trabajador social que le brinde herramientas para su convivencia e integración en la institución junto con otros reclusos.
Este profesional, en el ámbito carcelario, también trabaja en casos de reclusos hospitalizados, orienta para el trámite de divorcio, inscripción de nacimiento de hijos, y en caso de fallecimiento o enfermedad grave de un familiar directo del interno debe realizar las gestiones correspondientes a tales circunstancias. De igual forma tiene participación en la comprobación de vínculo en el caso de la Visita de Penal a Penal y de la visita íntima.
En ocasiones, las funciones de los trabajadores sociales en el ámbito carcelario enfrentan unos ciertos problemas que imposibilitan el completo desarrollo profesional de los mismos. Algunos de estos son:
- Proyecto institucional rígido y acotado que limita la capacidad de acción.
- Escaso margen de autonomía para impulsar nuevos proyectos.
- Organización de tipo piramidal que coarta el surgimiento de espacios formales e informales para poder expresar intereses y opiniones.
- Escasez de incentivos laborales.
- Falta de capacitación para la actualización y orientación en el abordaje de la problemática del encierro.
- Inexistencia del trabajo interdisciplinario. Formas de agrupamiento en instancias en las que se requiere la decisión de los distintos sectores.
- Comunicación estrictamente formal entre los distintos sectores.
- Inadecuadas condiciones de trabajo, materiales, técnicas, de infraestructura y de recursos humanos.
- Hegemonía de las fuerzas de seguridad interna y externa por sobre la intervención profesional.
- Los roles que se le adjudican al trabajador social se relaciona con la resolución práctica e inmediatista en situaciones de carencia.
- Reproducción de la imagen social de la profesión que condiciona el tipo de demandas asociadas a problemas administrativos.
- Predominio de tareas burocráticas debiendo los profesionales resignar sus funciones específicas técnico-profesionales.
- Respuestas centradas en demandas espontáneas y a resolver problemas emergentes.
- Interferencias del contexto político-económico.

El trabajador social es un factor vital dentro de los componentes de la institución penal y junto con la colaboración de la sociedad se debe fomentar el completo desarrollo de los mismos para beneficio y mejoría de los reclusos que reciban sus servicios.

### El trabajo social en los procesos de protección y adopción
Es necesario reconocer el rol desempeñado por el profesional de trabajo social en el área de los mecanismos de protección integral, desde la adopción para los niños, las niñas o adolescentes en situación de inobservancia, amenaza o vulneración de sus derechos.
Como la medida de protección por excelencia tendiente a brindar un hogar a un niño que no lo tiene en iguales condiciones que un hijo biológico, proporciona al infante un hogar permanente que le brinda desarrollo integral dentro de un marco familiar adecuado y evita los efectos irreversibles que conlleva la institucionalización.
Es importante la labor del trabajador social en el proceso por el aporte socio-familiar que brinda al proceso, al equipo interdisciplinario y a la población objeto de intervención; dado que todo trabajador social debe como educador informal, hacer énfasis en la orientación, capacitación y formación integral.
El propósito fundamental del trabajo social en el equipo interdisciplinario se orienta a la comprensión y análisis de la realidad social para incidir, orientar y potenciar los procesos sociales, donde interactúan con su entorno individuos, grupos, familias, organizaciones y comunidades, en la búsqueda del desarrollo y del bienestar social.”
La función de los trabajadores sociales frente a los niños, las niñas y adolescentes con medida de restablecimiento de derechos se orienta al campo de familia, el cual incluye madres gestantes, niños en protección y procesos de adopción.
Para estos procesos se requieren de la intervención del trabajador social dado que el propósito de éstos es brindar protección y bienestar a los niños, niñas y adolescentes que demandan no solo asistencia básica, rehabilitación, sino el encontrar una familia que desee proporcionar protección, bienestar, desarrollo humano y una vida digna a éstos niños y niñas que se encuentran en alto riesgo por el hecho de haber sido abandonados.
El trabajador social se convierte en facilitador en la solución de dificultades, que ayuda a superar condiciones de desventaja, discriminación y vulnerabilidad, identifica la realidad y las expectativas de las personas, enfrenta la multicausalidad y amplía variedad de problemas sociales
Función del trabajador o trabajadora social:
- En almacenes de telecomunicaciones.
- Realiza el diagnóstico del motivo de llegada del infante.
- Participa en la selección de familias adoptantes.
- Presenta la información pertinente en los procesos.
- Colabora con los procesos desarrollados por el defensor de familia.

Las metodologías utilizadas son de intervención:
- Preventivo
- Promocional
- Orientación
- Evaluativo
- Método de caso
- Modelo de intervención en crisis.

La finalidad de la adopción es el establecimiento de una verdadera familia, como la que existe entre los unidos por lazos de sangre, con todos los derechos y deberes que ello comporta, ya que en virtud de la adopción el adoptante se obliga a cuidar y asistir al hijo adoptivo, a educarlo, apoyarlo, amarlo y proveerlo de todas las condiciones necesarias para que crezca en ambiente de bienestar, afecto y solidaridad.
Técnicas para el trabajo individual y grupal en el proceso de adopción:
- Visitas domiciliarias
- Entrevista
- Observación
- Dinámicas vivenciales y participativas

### Trabajo social sanitario
“El trabajo social en un centro sanitario tiene por objetivo el estudio y tratamiento de los factores sociales que condicionan la salud, a
nivel individual, como familiar y sanitario, promoviendo la organización de la población en defensa de ella.”. Amaya Ituarte.
Entre las principales labores del trabajador social en este sector están, el proporcionar tanto al paciente como a su familia el apoyo necesario para que el que no cuente con recursos económicos pueda obtener un servicio de calidad. Esto se logra mediante entrevistas que se realizan para conocer el nivel socioeconómico de las familias para poder brindar de manera oportuna todos los requerimientos que se necesiten para la atención oportuna de los pacientes.
El trabajador social posibilita que el sistema sanitario esté capacitado para tratar no solo los problemas de salud sino también los factores sociales que guardan relación con dicho problema de salud. Dicha forma de valoración es de vital importancia para colectivos como pueden ser los ancianos, los enfermos crónicos, las personas con enfermedad mental grave, aquellos enfermos cuya situación es terminal, los que presentan problemas de adicción, casos de violencia de género, etc.

### Otras áreas laborales en potencia para el trabajador social
- Migración:
  - De acuerdo con Claudia María Anleu Hernández, se examina la manera en la que son resueltas las demandas y necesidades de los inmigrantes, de tal forma que se analice el contexto, en el cual se encuentran para que con ello utilicen elementos que ayuden a favorecer y desarrollar su resiliencia, como lo son: Fortalezas o recursos individuales, familiares, grupales, así como los valores potenciales ecológicos y del entorno. Contribuyendo con esto, se considera que la resiliencia en trabajo social nos ayuda a contribuir tanto modelos como instrumentos de evaluación de programas o servicios que se basan en la estancia y posibilita ejecutar investigaciones con un enfoque objetivo.
- Protección civil
- Derechos humanos: 
  - El trabajo social halla sus diversos orígenes en los ideales humanitarios y democráticos. Su práctica se ha centrado, desde sus comienzos, en la satisfacción de las necesidades humanas y en el desarrollo del potencial y los recursos humanos. El Trabajo Social es una profesión y disciplina, dedicada y comprometida al desarrollo social, cohesión, e independencia de los grupos vulnerables. Principios de justicia social, derechos humanos, responsabilidad colectiva, y respeto por la diversidad son aspectos centrales para el Trabajo Social. Por tanto, se desarrolla en cinco principales contextos: el geográfico, el político, el socioeconómico, el cultural y el espiritual.  Por su parte, el Centro de Derechos Humanos de Naciones Unidas considera imperativo que las personas que participan en la enseñanza y la práctica del trabajo social se comprometan claramente y sin reservas en la promoción y la protección de los derechos humanos, así como en la satisfacción de las aspiraciones sociales fundamentales. Los trabajadores sociales deben manifestar su preocupación por los derechos humanos a todos los niveles y en todo momento.  Es importante recalcar que desde sus comienzos el servicio social ha sido una profesión de derechos humanos, al tener como principio fundamental el valor intrínseco de todo ser humano y como uno de sus objetivos principales el fomento de estructuras sociales equitativas capaces de ofrecer a las personas seguridad y desarrollo manteniendo su dignidad[10]
- Participación ciudadana
- Organismos no gubernamentales:
  - Las ONG son organizaciones independientes y sin ánimo de lucro que surgen a raíz de iniciativas civiles y populares y que por lo general están vinculadas a proyectos sociales, culturales
  - Las características son:
    - Prestan servicios de utilidad pública. Aunque son organizaciones que no dependen de los Estados ni de ningún ente público o privado, sus labores están orientadas a lo público, es decir, suscitan un interés y unos beneficios que involucran a los distintos miembros de una comunidad o grupo.
    - No intentan suplantar la labor de los Estados. Eso sí, su rol nunca debe ser el de reemplazar a los Estados en aquellas áreas o sectores donde estos no tengan presencia.
    - Persiguen el beneficio o la utilidad común. Al no buscar el lucro propio, todos los beneficios son para las propias comunidades en las que se llevan a cabo los proyectos de transformación.
    - Promueven la participación y la autogestión. Las ONG no buscan que las comunidades beneficiadas se conviertan en dependientes de las ayudas que se les suministran. Al contrario, su objetivo principal es fomentar la participación y la autogestión de aquellas como motores de desarrollo.
- Supervisión[11]
  - "La supervisión en Trabajo social, y sus potencialidades, ofrece a los profesionales de los equipos de Servicios Sociales una oportunidad para mejorar las destrezas profesionales a través de la reflexión, el pensamiento y el autocuidado. Las circunstancias actuales de incertidumbre necesitan ser lideradas por los profesionales con el fin de adaptarse a los cambios, generando culturas organizativas basadas en la confianza, el compromiso y la capacidad de aprendizaje. En el presente está el cambio continuo. Por eso tenemos que ser más claros en qué se quiere conservar, a la vez que estar preparados para los cambios. Para ello la supervisión ayuda a desarrollar habilidades y competencias con el fin de mejorar resultados y lograr una mayor eficiencia profesional. La supervisión, entendida como metatrabajo, se sitúa en la interfaz entre la formación, el apoyo y el cuidado profesional. Esta debe ser implementada y conducida desde una posición de libertad y neutralidad por parte de un supervisor externo a la organización. En el artículo se recorren los orígenes de la supervisión, revisando sus objetivos y modalidades así como sus implicaciones. Se define un proceso de supervisión teniendo en cuenta sus límites y sus posibilidades, mostrando el tipo de destrezas que pueden ser desarrolladas por los profesionales con el fin de atender con calidad a las personas y afrontar el mundo laboral y organizacional de manera motivada. Este artículo es fruto de dos fuentes principales: mi experiencia de más de 20 años como supervisora de equipos de servicios sociales y mi investigación doctoral sobre supervisión e intervención social. En él pueden encontrar cómo la supervisión contribuye a la calidad asistencial y al bienestar de los profesionales. Encontrarán reflejada la palabra de los profesionales."
- Sector empresarial
- Asociaciones civiles:
  - De acuerdo con la maestra Leticia Caño Soriano (enlace roto disponible en Internet Archive; véase el historial, la primera versión y la última)., directora de la Escuela Nacional del Trabajo Social, "El Trabajo Social es una profesión fundamental para el país ya que es una disciplina enfocada a la solución de los problemas de todos los grupos y sectores que conforman la sociedad, por lo cual debe estar presente en los temas de la agenda pública nacional. Señaló que sin el trabajo de las organizaciones de la sociedad civil y las actividades que impulsan a favor de los grupos más desprotegidos "esta sociedad estaría en peores condiciones de vida". Por su parte,  la maestra Alejandra Moreno Fernández Archivado el 24 de julio de 2019 en Wayback Machine., señaló que "si las organizaciones de la sociedad civil se profesionalizan y llevan a la práctica el desarrollo de los modelos de intervención, podrían pensar más allá de la lógica operativa, es decir, dejar de ofrecer sólo apoyo a quien lo necesite para ofrecer mejores servicios integrales que impulsen el desarrollo y mejore la calidad de vida de la persona o las comunidades".
- Procuración y administración de justicia:[12]
- "La participación ante las contribuciones de Trabajo Social a la procuración de justicia (derechos humanos, menores infractores, readaptación social, mediación y peritaje social, justicia social, migrantes), de acuerdo al especialista Juan Rubén Torres Silva, abordó la temática iniciando desde el concepto de perito, peritaje, los distintos tipos y clasificación de peritaje, finalizando el dictamen pericial en Trabajo Social. La importancia de conocer los diferentes tipos de peritos que contribuyen a conocimientos especializados que suministra información u opinión fundada a los tribunales de justicia que son materia de su dictamen; por lo tanto nombra el ponente los siguientes tipos de perito. Balística forense la cual consiste “parte de la mecánica que estudia el alcance y dirección de los proyectiles” comprende desde el punto de vista forense, es decir de la aplicación de las leyes, principios, técnicas y procedimientos de las ciencias a la resolución de problemas judiciales.  Para el perito en Mecánica Automotriz la cual es la especialidad en dar servicio, mantenimiento y reparación de todo vehículo automotriz de cualquier modelo así también prepara para conocer vehículos livianos de motor gasolina y Mecánica."
- Sector educativo: De acuerdo a la revista "Castellano-Manchega de las Ciencias Sociales", "los profesionales de Trabajo Social desarrollan un papel importante de intervención preventiva y asistencial en la Educación, funciones que con frecuencia son desconocidas por el conjunto de la sociedad. Durante mucho tiempo, sus capacidades y potencialidades en su función educativa se han visto constreñidas e infravaloradas a riesgo de perder su identidad profesional imponiendo en qué consiste su trabajo. Sus primeras intervenciones se desarrollaron en centros de Educación Especial, paulatinamente su presencia ha ido acrecentándose en el entorno educativo en coordinación con otros profesionales. Las grandes transformaciones sociales experimentadas desde hace décadas junto con las emergentes tecnologías, han generado nuevas situaciones conflictivas que exigen nuevas respuestas de los sectores implicados. Se trata de un momento social complejo que ha provocado un periodo de oportunidades al reconocimiento social de la profesión. La formación específica del trabajador social, conocimientos adquiridos e interiorizados, metodología de intervención y características del trabajo que desempeña, le convierte en el profesional idóneo para interactuar entre el sistema educativo y agentes intervinientes: alumno, familias, centro educativo y estamentos sociales".

## Tensión entre la teoría institucional y la praxis profesional
El estado actual de trabajo social en torno al desarrollo profesional, se caracteriza por dos insumos, por una parte, se incorporan diversos elementos a partir de diversos programas de investigación sociológica, antropológica, filosófica y psicológica; que han logrado ensamblarse transdisciplinariamente, a partir por los esfuerzos realizados por parte de investigadores e investigadoras universitarios (as), como también por parte de investigadores e investigadoras provenientes de otras instituciones, fundaciones, ONG, o agencias de servicio social.
Por otra parte, la praxis profesional permite una retro-alimentación de las investigaciones universitarias o institucionales. No obstante, estos dos insumos han marcado una brecha entre la información obtenida a través de la práctica profesional y las eruditas investigaciones institucionales.
La combinación de estos dos tipos de insumos de conocimientos es a menudo imperfecta. Con la esperanza de zanjar esta brecha, a lo largo del siglo XX, los especialistas en el campo han abierto permanentes debates, con la intención de lograr una convergencia teórica y metodológica, del insumo de los resultados obtenidos de una praxis profesional diversa, con los resultados de las investigaciones institucionales; no obstante la tensión entre estos dos insumos: teoría institucional - praxis profesional, es una problemática presente tanto en los estudiosos y las estudiosas institucionales, manifestándose en el núcleo mismo de las políticas curriculares de las carreras profesionales universitarias, como en los diversos tipos de praxis de los profesionales del campo.
En la praxis un o una profesional de trabajo social se enfrenta a las barreras, desigualdades e injusticias existentes en la sociedad. Responde a las crisis y emergencias, así como a los problemas personales y sociales de la vida diaria. No obstante, no siempre la teorización institucional brinda a los profesionales en la disciplina, la formación científica, técnica y tecnológica para las intervenciones sobre procesos psicosociales, sobre sujetos - objetos, ni mucho menos las técnicas y estrategias para la participación en la política, la planificación y el desarrollo sociales.
En el caso de las intervenciones sociales, el profesional debe realizar diversos tipos de asesoramiento social, así como realizar análisis de caso, de comportamiento grupal o institucional, sustentar sus acciones interventivas en métodos derivados de la socio-antropogogía y de la terapia familiar; asimismo, diversos tipos de intervenciones sociales requiere acudir a estrategias y técnicas administrativas, jurídicas y de planificación institucional, para que diversos grupos humanos obtengan servicios y recursos comunitarios.
En la praxis profesional, al y la profesional de trabajo social, se le exigen responsabilidades de planificación y coordinación de organismos comunitarios y la participación en acciones y participaciones políticas que se orienten a la modificación y sustentación de las políticas sociales y económicas de los Estados a los que se pertenezca. Las prioridades de la práctica de los profesionales de trabajo social, variarán de un país a otro, y con el tiempo, en dependencia de las circunstancias culturales, históricas y socioeconómicas.
En las exigencias que se presentan en cada país es necesario partir del análisis de las condiciones que se presentan en una institución determinada. En los años 70 y 80 el Centro de Estudios Latinoamericano de trabajo social (en ese momento dependiente de ALAETS) realizó estudios y propuso guías de análisis para la tríada institución-usuario-trabajador social, instalando una forma de pensar la intervención que no se reduce a problemas sujetos, sino a la interrelación con los recursos que dispone la institución y a la acción de los profesionales del trabajo social. Posteriormente, otras investigaciones universitarias que aportan elementos para ordenar ese análisis comenzando por la disponibilidad de recursos entendida en su complejidad de aspectos objetivos y subjetivos. Partiendo de una crítica a los textos que cuantifican los recursos sin contemplar la particularidad de la intervención profesional, según Andrea Oliva se puede analizar varias esferas de los recursos de funcionamiento, las prestaciones, recursos visuales, escritos, el tiempo, los vínculos, y los recursos con que cuenta quien se desempeña como profesional del trabajo social.

## Trabajo social comparado

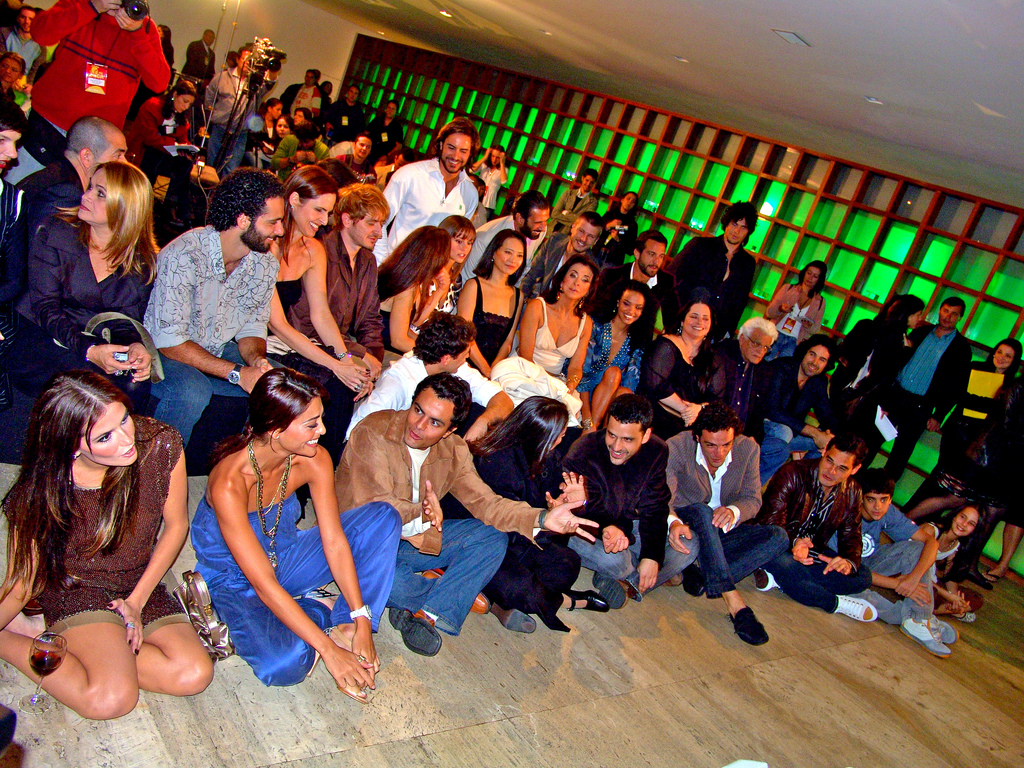
La validez y confiabilidad de la praxis profesional de trabajo social se alcanza en el contexto de acciones comunicativas intersubjetivas.

Se diferencia sustantivamente de otras praxis profesionales, por lo que delimita sus propios sujetos-objetos (dimensión óntico-ontológica), sus modos, métodos y metodologías (dimensión epistemológica) y sus niveles de discurso, jergas y terminologías especializadas (dimensión gnoseológico-cognoscitiva). En su aspecto teorético-cognoscitivo, tiene las propiedades de una ciencia histórico-subjetual, que emerge transdisciplinariamente en el contexto de ciencias históricos subjetuales como la psicología, la antropología, la sociología, la politicología, la antropogogía; tecnologías subjetuales como las intervenciones psicoterapéuticas, la gestión institucional, la salud ocupacional, el derecho laboral, civil y familiar; alcanzado sus propiedades diferenciantes que le dan la autonomía disciplinaria. En su aspecto de transformación e intervención sobre las estructuras sociales objetivas (ónticidad) y en las intersubjetividades dinámicas de las intersubjetualidades sociales (ontologicidad), tiene las propiedades de una tecnología subjetual y que es la dimensión que surge como un producto histórico de la praxis disciplinar y cuya validez se logra en el contexto de acciones comunicativas intersubjetivas.
Como transdisciplina que ha trascendido las prácticas profesionales locales, alcanzando un carácter transnacional, adquiere aceptación y consolidación institucional, incorporando a los currículos universitarios diversos grados académicos, tal como los "diplomas" europeos; bachilleratos en EE. UU., Puerto Rico y América Latina; licenciaturas como en Chile, Colombia, Argentina, Panamá, Costa Rica; cuya maduración transdisciplinar permite abrir especialidades de postgrado, como maestrías que se han desarrollado en Argentina, Chile, Costa Rica, Honduras, Guatemala, Panamá. Recientemente se han incorporado en los currículos universitarios de trabajo social, los grados doctorales especialmente en Brasil, Argentina y Puerto Rico.
Finalmente como la profesión consolidada, ha alcanzado los niveles posdoctorales en Brasil, Europa y Estados Unidos. Por tanto, es una transdisciplina y profesión con una amplia cobertura internacional (tanto transdisciplinar como profesional) que con más de cien años de existencia en el mundo, albergando diferentes proyectos y programas universitarios con particularidades múltiples y diversas.
Las dos raíces más determinantes en el desarrollo de la profesión, han sido la de origen europeo, de influencia Belga, Inglesa, Francesa, Alemana e Italiana, como por otro lado, y con diferencias sustantivas, se halla la tradición estadounidense, la cual ganó hegemonía posterior a la Segunda Guerra Mundial. No obstante, diversas formas de asistencialismo social han estado presentes en otros momentos históricos y por otras tradiciones culturales no occidentales.
Una revisión de 64 estudios, todos provenientes de países desarrollados, y la mayoría realizados en Estados Unidos y el Reino Unido, concluyó que el trabajo social que incluye las visitas domicilio para atender a los adultos mayores no reducen significativamente los índices de mortalidad y morbilidad de dicho grupo. Las estimaciones de los efectos producidos por las atenciones fueron estadísticamente precisas, por lo que parece improbable que estudios adicionales lleguen a conclusiones diferentes. Sin embargo, existe alguna posibilidad de que se produzcan efectos positivos por parte de algunas intervenciones, pero se requiere evidencia de mejor calidad para determinar de qué manera pueden ser eficaces y para quiénes.

## El debate en Latinoamérica

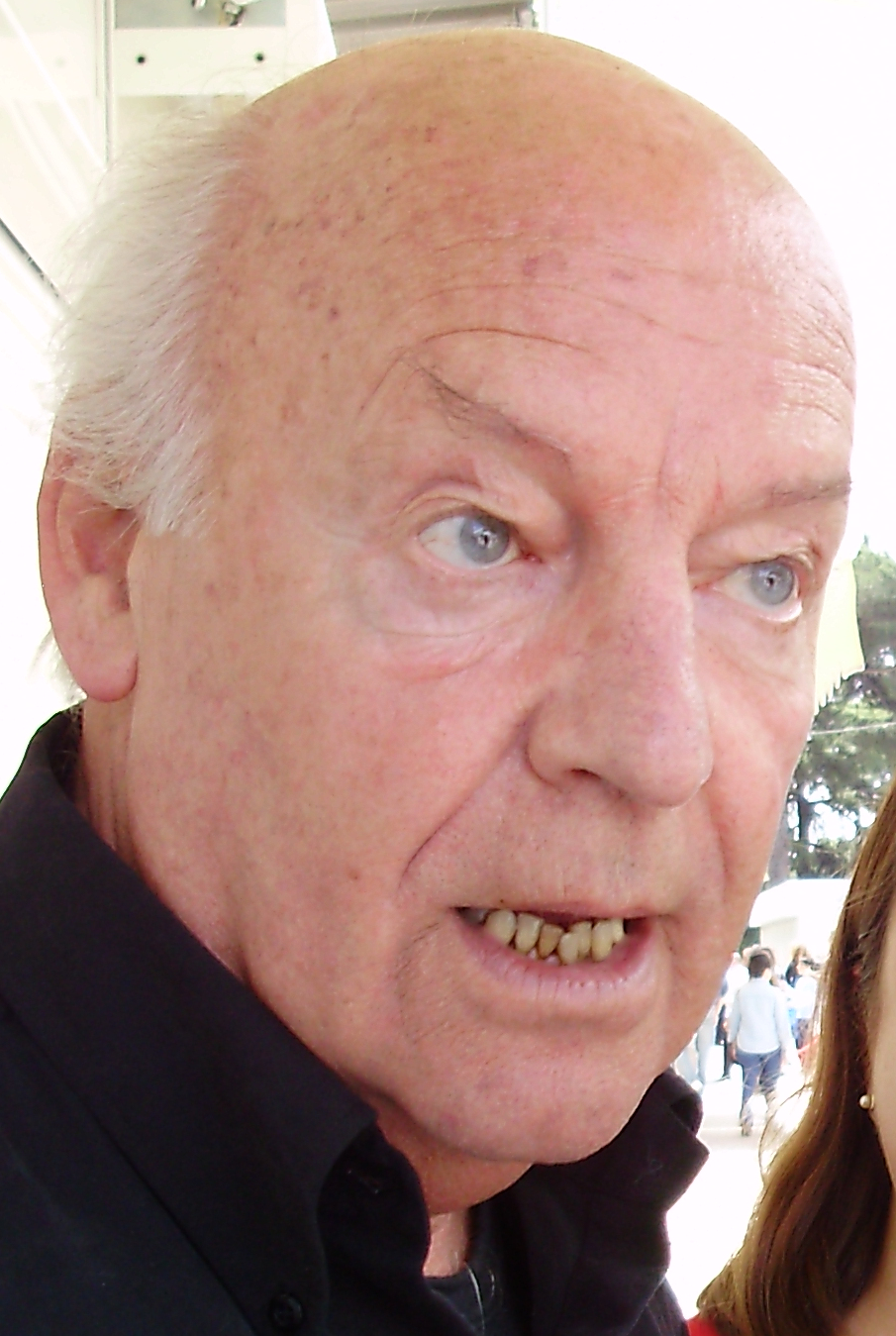
Eduardo Galeano.

Eduardo Galeano inicia su Las venas abiertas de América Latina con una descriptiva pintura de la cruenta historia de América Latina: "La división internacional del trabajo consiste en que unos países se especializan en ganar y otros en perder. Nuestra comarca del mundo, que hoy llamamos América Latina, fue precoz: se especializó en perder desde los remotos tiempos en que los europeos del Renacimiento se abalanzaron a través del mar y le hundieron los dientes en la garganta. Pasaron los siglos y América Latina perfeccionó sus funciones. Éste ya no es el reino de las maravillas donde la realidad derrotaba a la fábula y la imaginación era humillada por los trofeos de la conquista, los yacimientos de oro y las montañas de plata. Pero la región sigue trabajando de sirvienta. Continúa existiendo al servicio de las necesidades ajenas, como fuente y reserva del petróleo y el hierro, el cobre y la carne, las frutas y el café, las materias primas y los alimentos con destino a los países ricos que ganan consumiéndolos, mucho más de lo que América Latina gana produciéndolos[...] Es América Latina, la región de las venas abiertas. Desde el descubrimiento hasta nuestros días, todo se ha trasmutado siempre en capital europeo o, más tarde, norteamericano, y como tal se ha acumulado y se acumula en los lejanos centros de poder. Todo: la tierra, sus frutos y sus profundidades ricas en minerales, los hombres y su capacidad de trabajo y de consumo, los recursos naturales y los recursos humanos. El modo de producción y la estructura de clases de cada lugar han sido sucesivamente determinados, desde fuera, por su incorporación al engranaje universal del capitalismo".

### El emergente asistencialismo social en la Latinoamérica contemporánea

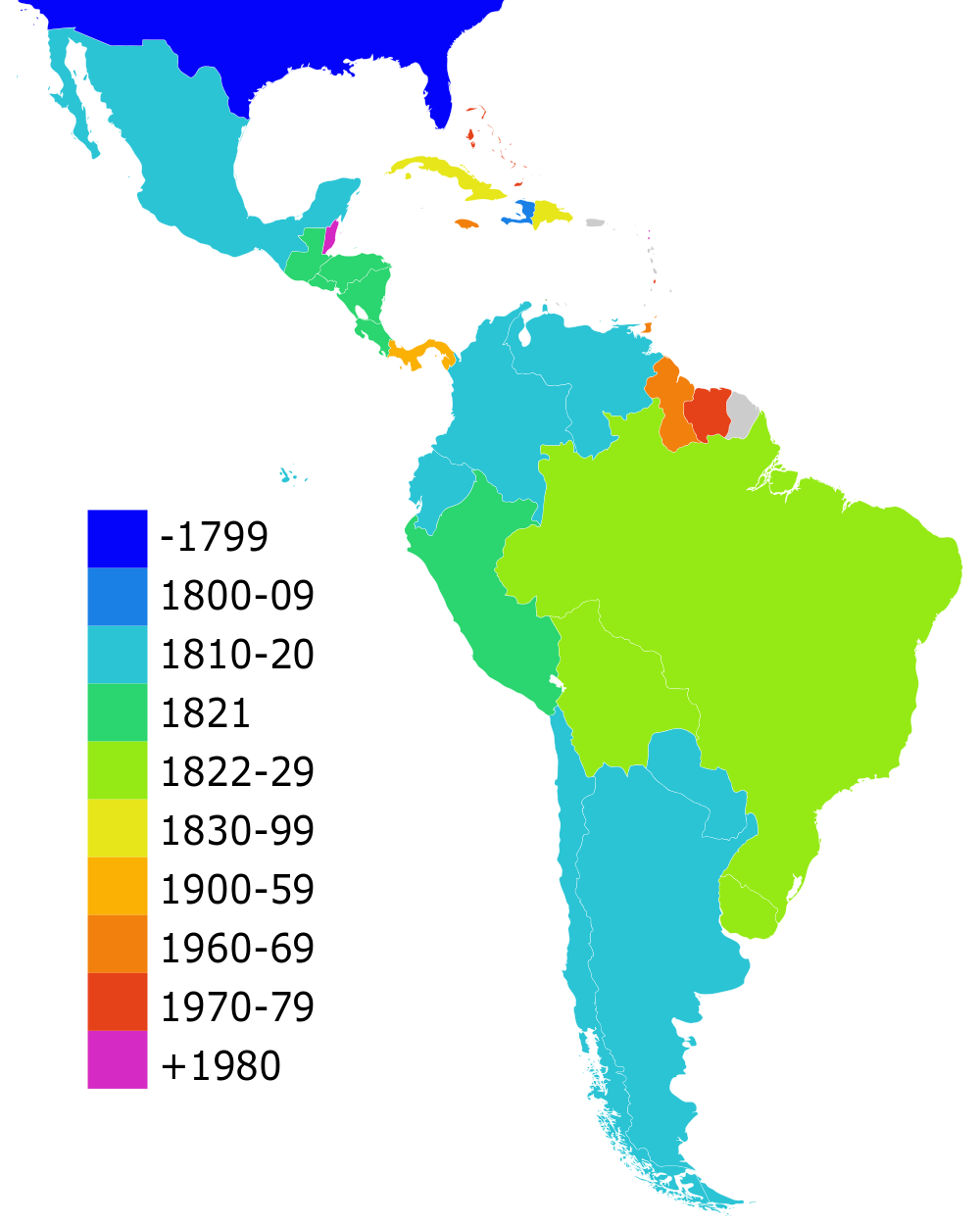
Fechas de independencia de los países de Latinoamérica.

La conciencia histórico social de la dramática situación de las poblaciones latinoamericanas sumidas en la más profunda explotación, pauperización, pobreza y miseria, forja de manera dolorosa la identidad de los pueblos latinoamericanos. Es en este contexto que emerge el trabajo social en América Latina, desde sus "protoformas" asistencialistas, su praxis como servicios sociales, hasta su consolidación como diversos núcleos teóricos transdisciplinarios, que retroalimentan la praxis de "trabajos sociales", y permiten el surgimiento de sus propiedades transdisciplinarias y profesionales. Como una construcción histórico - subjetual, se consolida entonces, un trabajo social como una división del trabajo, a la vez que como una especialidad en el contexto de las ciencias histórico - subjetuales en su dimensión teorética y como una tecnología subjetual en su dimensión transformadora e interventora, en las estructuras y dinámicas sociales. Entonces, los procesos de consolidación transdisciplinaria, parten de identidades culturales locales por una parte, y que por otra parte, permiten establecer criterios de identidad disciplinaria transcultural en el contexto de las diversas praxis profesionales en las distintas naciones latinoamericanas.
No obstante, estos procesos han sido diversos, complejos, no lineales, caóticos; interrumpidos, no pocas veces, por los períodos de las dictaduras militares; que grosso modo, se bifurcan hacia dos tendencias, una progresista, de la cual surgen expresiones de un trabajo social con aspectos nuevos en relación a una “intencionalidad transformadora, el rescate de la experiencia, la reconstrucción del tejido social, centrado en los movimientos sociales y orientado a un proyecto de sociedad” y otra tendencia con un perfil técnico, menos preocupada por cuestiones filosóficas, como el cuestionamiento ético, político y existencial; tendencia esta última, que por ser menos peligrosa políticamente, se profundiza en los gobiernos postdictadura, en el contexto de políticas económicas liberales (- neoliberales -), pero que a pesar de ello, genera una serie de contradicciones y tensiones entre los postulados éticos, la formación de los profesionales por una parte y la experiencia dinámica del trabajador social en situación, frente a los fenómenos manifiestos en la cuestión social, por otra.

#### Servicio Social y División del Trabajo
Marilda V. Iamamoto en Servicio Social y División del Trabajo (1997), presenta su versión laxa de esta emergencia transdisciplinaria en el contexto de la historia brasileña reciente: “el servicio social surge de la iniciativa de grupos y fracciones de clases dominantes que se expresan a través de la Iglesia, como una de las derivaciones del movimiento de apostolado lego”, describiendo la dimensión conservadora de esta tradición eclesiástica: “centro de un movimiento de cuño reformista-conservador”, prescribiendo como etapa consecuente un proceso de secularización y de tecnificación (considerado de manera global y poco precisa como "positivista"): “el proceso de secularización y de ampliación del soporte técnico-científico de la profesión", considerando consecuentemente que el progreso de las ciencias sociales de fundamento empírico, tienen un basamento igualmente conservador: "bajo la influencia de los progresos alcanzados por las ciencias sociales en el contexto del pensamiento conservador, especialmente de su vertiente empirista norteamericana” Perspectivas como las de M. V. Iamamoto, al ser consideradas por otras perspectivas teóricas de trabajo social como reduccionistas, han suscitado el debate contemporáneo en Latinoamérica en la segunda mitad el siglo XX, en particular en torno a las concepciones teóricas, prácticas políticas e imaginarios en la corriente de trabajo social surgida en Brasil, en el contexto de las transformaciones de la sociedad global y latinoamericana experimentadas en este lapso histórico.

### El proyecto Gramsciano y el movimiento de la reconceptualización

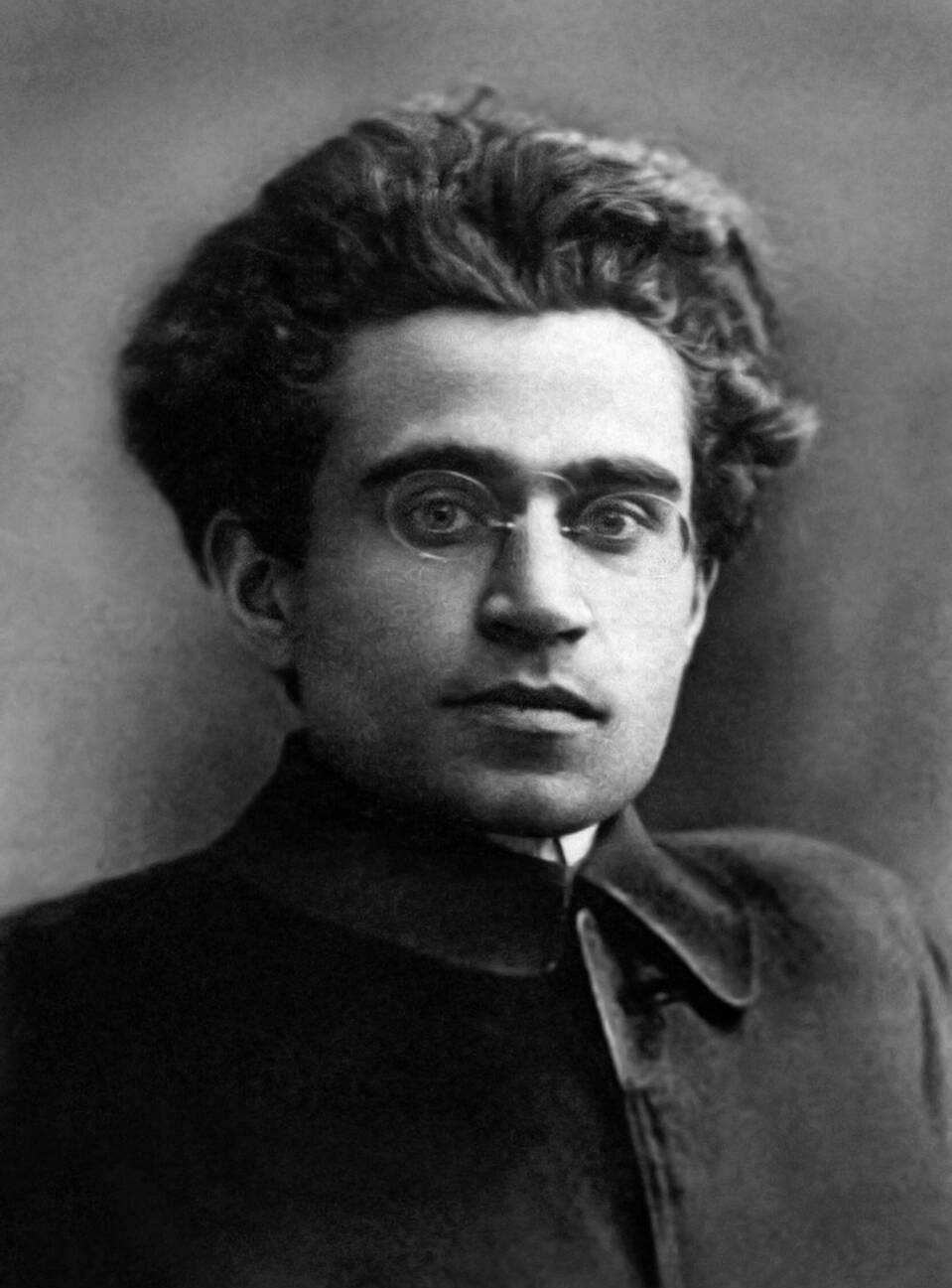
Antonio Gramsci.

En pleno contexto de la denominada Guerra Fría, que de fría tuvo poco en Latinoamérica, surgen propuestas no tan conservadoras, como: un proyecto “Gramsciano” iniciado a fines de los años 60 en Brasil, paralelo con el movimiento de reconceptualización que busca romper con la hegemonía del asistencialismo de inspiración católica, y que se profundizan durante los años setenta junto a la lucha de diversos movimientos sociales contra el régimen militar y después durante la transición democrática iniciada en 1984.
César A. Barrantes A. (1998-1999), presenta una perspectiva crítica en torno a las concreciones de trabajo social en comunidades particulares de trabajo social en Latinoamérica, pero con un especial énfasis a las tendencias desarrolladas en Costa Rica. Barrantes desarrolla una perspectiva análoga a que había presentado Ezequiel Ander-Egg en su trabajo: "Achaques y Manías del Trabajo Social Reconceptualizado", sintetizando, su perspectiva sobre la Reconceptualización de trabajo social, de la siguiente manera: "la historia de La Reconceptualización y podremos recordar que ha sido la de la búsqueda, no siempre exenta de problemas existenciales de los trabajadores sociales, de una plataforma vocabular, categorial, definitoria de principios, postulados, fines, objetivos, metas e indicadores de nuestra específica y no siempre consciente práctica científico-política y tecnoprofesional; plataforma cuyo equívoco está en la creencia misma de que el nutriente científico le vendría insuflado desde “el más allá del trabajo social” representado por el resto de las disciplinas sociales. (...) ¿Cual es el objeto que el trabajo social nunca tuvo y, por lo tanto, dio por perdido?. Su carácter de Ciencia. ¿Cuál perdió después de haberlo tenido?. Su objeto de estudio e intervención: el individuo, el grupo, la comunidad (hoy podríamos hablar de la localidad) y los tres métodos clásicos a los que algunos colegas reconceptualizados intentaron construirles paradigmas o metateorías de corte estructural y objetivista, ajenas a las necesidades tanto de las heterogéneas realidades como de los trabajadores sociales, la mayoría de los cuales no se vio expresada en ellas o no se percataron de su existencia. (...) Este drama, inscrito en la lógica del itinerario de La Reconceptualización, viene a ser como la ventana a través de la que se ven, interpretan y organizan los significados, los sentidos de la realidad. Es el escenario al que la repetición nos conduce constantemente, como la lengua al diente que duele y duele precisamente porque no somos capaces de reconocer las potencialidades que tiene ni la estrategia conducente al objeto de estudio e intervención deseado."

### El proyecto ético-político (PEPO)

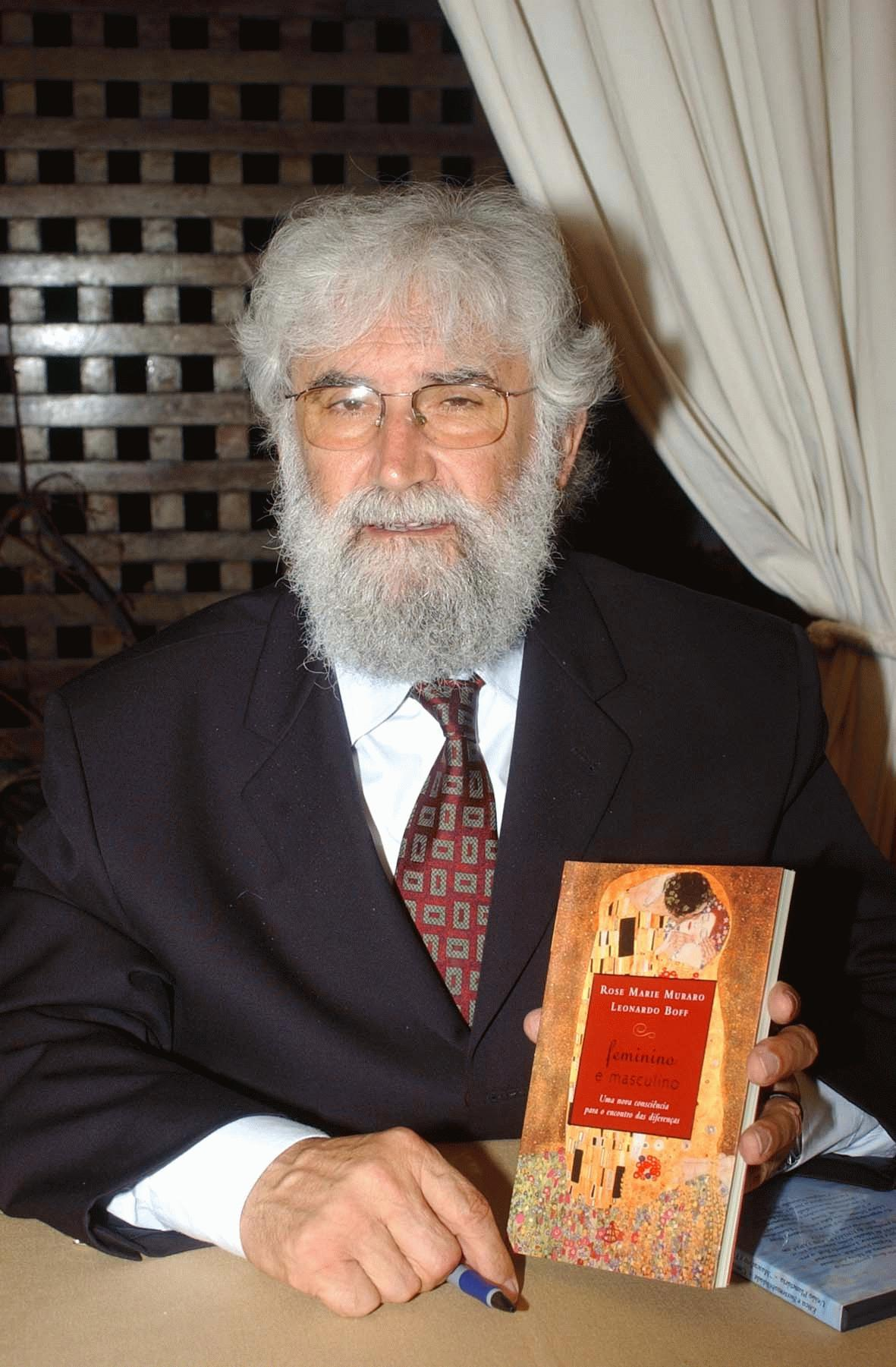
Leonardo Boff uno de los más destacados defensores de la Teología de la liberación.

Los cambios en la orientación política de la profesión en el caso de Brasil, se verifican ya en el Código de Ética profesional de Trabajo Social de 1986. Estos procesos se manifiestan, si bien ya conflictivamente, a partir de la promulgación de la Constitución de 1988, y durante los años noventa, que registra la incorporación en el Código de Ética de 1993 de una concepción teórica inspirada en algunas vertientes marxistas –fundamentalmente vinculadas a Georg Lukács y Antonio Gramsci– en la forma de un “proyecto ético-político” que asume explícitamente su “compromiso con la clase trabajadora”.
Esta implementación del proyecto original se realiza en los organismos profesionales y en las escuelas y facultades —fundamentalmente públicas— de enseñanza de trabajo social, con una propuesta de ocupación de espacios que tiene como objetivo el control de los cursos de postgraduación, por su potencial reproductor endogámico. Este proceso ha sido descrito, entre otras, en las obras de Marilda Iamamoto y José Paulo Netto. Aplicando reflexivamente la teoría marxista en que se fundamenta supuestamente este proceso, y se puede ya indicar que, políticamente, fue hegemonizado por grupos vinculados a la izquierda – incluyese aquí la izquierda católica vinculada a la Teología de la Liberación - y al Partido Comunista Brasilero, y, socialmente, masivamente constituido por trabajadores sociales oriundos de los sectores medios y de la pequeña burguesía académica, operadores finales de los cambios que quebraron la hegemonía de los sectores católicos y conservadores en la profesión.

## El trabajo social de la liberación: una aproximación genética

### Herencias conceptuales del marxismo
El programa de investigación de "Trabajo Social de la Liberación", desarrollado en Latinoamérica, propone dimensionar el desenvolvimiento histórico de la disciplina, por lo que su propuesta se orienta a un tipo de reconstrucción racional de la emergencia genética de, los diversos núcleos teóricos, sus aplicaciones propuestas, realizadas por distintas comunidades de trabajadores sociales en distintos momentos históricos y ubicaciones geográficas.
El núcleo duro de las teorías ensambladas en el contexto de este trabajo social de la liberación, tiene herencias conceptuales de diversas variantes de materialismo histórico y de materialismo dialéctico. Tienen particular peso para su ensamblaje teórico, las primeras obras de K. H. Marx en su etapa hegeliana, los marxismos neohegelianos como los de G. Lukács y A. Gramsci y de algunas vertientes de la sociología económica neomarxista, a partir de posturas como la de Paul Baran y Paul M. Sweezy en su obra. Capital monopolista y Harry Braveman en su obra: Trabajo y capital monopolista. La degradación del Trabajo en el siglo XX.
Así el programa de investigación de trabajo social de la liberación, ensambla en su núcleo teórico, algunos encapsulamientos conceptuales, heredados y adaptados a partir del núcleo teórico del materialismo histórico. Uno estos encapsulamientos conceptuales heredados, es que cualquier dinámica social puede ser explicada en lo profundo de sus relaciones o estructuras económicas. La denominada ideología: la política, la religión, la filosofía, reproduce conceptualmente lo sustentado por las relaciones de producción que se encuentran en su infraestructura o base económica. En este sentido Karl H. Marx, en su obra: "Prólogo de la Contribución a la crítica de la economía política", lo sintetizó de la siguiente manera: "Mi investigación desemboca en el resultado de que, tanto las relaciones jurídicas como el estado (y sus políticas), no pueden comprenderse ni por sí mismas no por la llamada evolución del espíritu humano (las ideas), sino que deben explicarse por las condiciones materiales de vida que Hegel resume como sociedad civil, cuya anatomía hay que buscar en la economía política".
No obstante, la investigación original de K. H. Marx, sobre las estructuras y procesos económicos, estaba sustentado en el modo de producción de su tiempo, que él mismo denominó como: "capitalismo", de perfil competitivo. Este tipo de capitalismo contaba con industrias relativamente pequeñas, que competían entre sí, pero que ninguna industria particular tenía las condiciones materiales para crecer de tal manera que pudiera ejercer un control total sobre las actividades del mercado. No obstante, a fines del siglo XIX e inicios del siglo XX, aun cuando el modo de producción general no cambió, las relaciones particulares de producción capitalista, sí cambiaron, por lo que se tiene una mutación del capitalismo competitivo al capitalismo oligopólico y monopólico. La emergencia de este nuevo estilo de capitalismo, el monopolista u oligopolista, está determinado porque una pequeña cantidad de capitalistas controlan sectores específicos de la economía (v.g.: materias primas, industrias), por lo que es posible evitar la competencia e incluso suspender los principios de oferta y demanda, en los que se sustentaba las teorías del mercado en la economía liberal clásica. Al anularse la competencia, las grandes compañías o firmas surgidas, controlan el mercado y por ello se concentran en la optimización de ingentes ganancias, por medio de ventas masivas, promovidas por sofisticados medios publicitarios, que atraigan a los consumidores potenciales y que terminen de crear toda una cultura de consumismo conspicuo.

### Orígenes históricos del trabajo social de acuerdo al Proyecto Ético Político
El trabajo social, puede ser dimensionado genéticamente como subproducto del capitalismo, modo de producción que rige la mayor parte del planeta, por lo que su condición histórica está articulada a sus transformaciones, cuando este abandona especialmente sus rasgos de competitividad y se configura hacia el monopolio. Con respecto a lo anterior y en forma puntual, se valida que:
- El trabajo social es resultado de las transformaciones del capitalismo, cuando este alcanzó su estadio monopolista.
- Las tareas asignadas al Estado en este escenario histórico, lo lleva a demandar cuadros profesionales operativos para la “neutralización” y control de la “cuestión social”.
- Por medio de políticas sociales, el Estado opera en función de los intereses del capital, de los capitalistas. Este tipo de maniobras promulgadas desde los poderes estatales, busca la manipulación de las demandas de los diversos estratos sociales, en especial de la clase trabajadora. Este tipo de ingeniería social, requiere ejecutar procesos por etapas, partiendo del diseño planificado de las políticas sociales, de su implementación y de su control permanente. Para lograr esto se demanda recurso humano especializado, y este es el rol que se le asigna a la disciplina de trabajo social, haciendo un énfasis en su dimensión de tecnología subjetual, que se convierta en sus profesionales en un tipo de ingenieros sociales, que diseñen y ejecuten la planificación de las políticas sociales requeridas por un Estado que se sustenta en una economía capitalista monopólica.
- Entre los cuadros profesionales demandados en relación con las políticas sociales y con la “cuestión social”, se reconoce al trabajo social, profesión que históricamente había sido configurada por ciertas prefiguraciones, las cuales son capturadas por el Estado, u organizaciones privadas de formación, donde se tecnifica, normatiza, sanciona y encomienda a ciertas labores esencialmente interventivas.
- Los profesionales de esta área se encuentran al igual que otras personas trabajadoras -especialmente mujeres- dentro de las dinámicas de la tensión: capital - trabajo, manifiestas en las condiciones de explotación y asalariamiento. Entonces, este tipo de recurso humano, como tecnólogos subjetuales, participan en la reproducción del capital, en especial como práctica mediatizadora para extraer de plusvalía, moralización, control y “refuncionalización”.

En Iamamoto (1992) se establece el estudio de la profesión del trabajo social inserta en la división sociotécnica del trabajo; por lo que la profesión de trabajo social se caracteriza por:
1. Ser reconocida en la división social del trabajo, y tiene como referente el desarrollo capitalista industrial y la expansión urbana.
2. Sus protoformas fueron centralizadas, racionalizadas (influye aquí desde luego la racionalidad lógico formal abstracta) y, por ende, tecnificadas, incluida posteriormente como carrera de nivel superior.
3. Su aparición responde a las modificaciones en la “cuestión social”, y de las demandas de la clase trabajadora (y poblaciones desempleadas), que presentan diversas configuraciones.
4. El profesional en trabajo social es una persona con formación intelectual, pero que ha adolecido de producción de conocimiento científico.
5. Específicamente se ha caracterizado por ser una profesión volcada a la intervención - especialmente hacia la “cuestión social” - que se apoya en el conocimiento construido por otras áreas de las llamadas "ciencias subjetuales" e "histórico - subjetuales", especialmente, para fundamentar su "aplicabilidad".

Otra perspectiva sobre el mismo fenómeno, es presentado por Montaño (1998), para quien es posible reconocer insumos para la discusión especialmente acerca de la naturaleza de la profesión, que es entendida en relación con la legitimación del orden y el aumento de la acumulación capitalista y tiene, según él, una naturaleza y una funcionalidad política y económica y no altruista como en sus protoformas. Para Montaño (1998), se puede estimar que:
1. Para profundizar en la génesis-reproducción del trabajo social, hay que tener un referente de totalidad.
2. El Estado genéticamente es el primer y potencial empleador de trabajadores sociales y, por lo tanto su principal legitimador.
3. Hay una articulación genética entre la profesión del trabajo social y las políticas sociales, que en sus inicios se constituyó en operador terminal.
4. Es frecuente que sus agentes fueran en su mayoría mujeres, provenientes de clase alta y media alta, reclutadas muchas veces por instituciones de caridad y filantropía, y posiblemente tuvieron relación con la Iglesia.
5. Las particularidades de los agentes en sus protoformas, se han incorporado en la aprehensión de su ámbito profesional en función de estos, o sea, se ha llegado a considerar que la profesión es lo que son sus profesionales.

Por su parte, Martinelli (1997) se manifiesta acerca de la génesis-reproducción del trabajo social, para su conceptualización histórica, se puede contribuir a la discusión que se viene planteando con lo siguiente:
1. Entre las variables que le son subyacentes a la génesis y reproducción al trabajo social se encuentran la alienación, la contradicción y el antagonismo.
2. Sus orígenes están marcados por el matiz que dieron sus protoformas con rasgos de humanitarismo y que el Estado protegió dentro de su lógica, para proyectarla como una profesión con “deseo de servir”.
3. El trabajo social no ha tenido una identidad construida por sus agentes, sino que se le atribuyó por parte de su contratista (especialmente el Estado, quien reconoció y validó la profesión), donde se identifica la alienación.
4. La Iglesia Católica jugó un papel de protección en los inicios de la profesión, en algunos países.

Todo ello, permite establecer la conceptualización del ejercicio del trabajo social que en este análisis permitió una mayor aprehensión histórica, por lo tanto: la categoría trabajo social es aprehendida como una profesión que se moviliza entre las mediaciones que se confrontan en la ontología del ser social y, por ende, en las políticas sociales, como espacio predominante de intervención, y que forma parte constitutiva de un proyecto económico (el capitalismo), -en su edad monopólica-, por lo que viene a ser partícipe de la racionalidad predominante en la vertiente que le da génesis (positivismo), bajo la cual actúa y orienta su intervención, debido a que es fundamentalmente una profesión interventiva en la “cuestión social”.
La captura por parte del Estado, especialmente, de las protoformas “de la” profesión, que posteriormente tecnifica, normatiza, sanciona y direccionaliza, coloca a los profesionales en condiciones de explotación y asalariamiento, e igualmente que otras personas -en especial mujeres-, participan en la producción y consumo (y reproducción) capitalista.
Las variables subyacentes en el escenario que le dio origen han sido entre otras la alienación, la contradicción y el antagonismo, incidiendo en su identidad profesional que es mediada por el mismo modo de producción que le da génesis.
Como profesional que es, se constituye en persona intelectual, y se particulariza en la historia por la ausencia de producción científica, y se apoya en el conocimiento generado desde otras disciplinas.
Su constitución histórica ha sido eminentemente femenina, en sus orígenes quienes la conformaban provenían de clases medias, y altas, y respondían al “encargo” socialmente esperado a las mujeres en el patriarcado.

### Orígenes de la dimensión profesional del trabajo social de acuerdo con el P.E.P.O.
En relación con la génesis del trabajo social, desde la perspectiva del proyecto ético-político, el estudio de la categoría profesional desde este enfoque, pierde sentido si no es enlazada a las condiciones históricas que le dan origen, Netto (1992) y Iamamoto (1992) son dos de los autores que han direccionado especialmente este análisis de la contextualidad histórica en que se gesta y reproduce la profesión.
Para Netto (1992) ya han existido estudios, que sin ser, relacionan el surgimiento del trabajo social con las carencias propias al orden burgués, y las secuelas necesarias de los procesos que se presentan en la constitución y en la reproducción del capitalismo, en especial aquellos concernientes al binomio industrialización y urbanización.
Subraya el autor, que si a este señalamiento no le siguen determinaciones más detalladas, la particularidad de la profesión tiende a diluirse planteándose como una emergencia inmediata y directa de ese contexto, que postula entonces que por el desarrollo capitalista, aparece una configuración profesional, que se distingue apenas institucional y formalmente de la tradición de sus protoformas.
Es, según Netto (1992), en el entrelazamiento del servicio social con las peculiaridades de la “cuestión social”, en el ámbito de la sociedad burguesa fundada en el capitalismo monopolista, que se da su determinación fundamental.
Es, entonces, específicamente en el capitalismo monopolista que la “cuestión social” se establece como blanco de políticas sociales de manera sistemática. Iamamoto (1992) establece que aprehender la “cuestión social” en el capitalismo monopolista y el significado de la asistencia, son requisitos previos para los profesionales en trabajo social, lo que les permite analizar las nuevas demandas que los escenarios actuales exigen, donde dicho análisis deberá resaltar el carácter del Estado en sus relaciones con las clases sociales, especialmente en relación con las implicaciones del nuevo patrón de dominación.
Es mediante la política social que el Estado burgués, en el capitalismo monopolista, procura administrar las expresiones de la “cuestión social”, de forma tal que atienda las demandas del orden monopolista, por la adhesión que recibe de categorías y sectores cuyas demandas incorpora, sistemas de consenso variables, pero operantes. La funcionalidad de la política social en este escenario del Estado burgués, en el capitalismo monopolista se expresa en los procesos referentes a la preservación y al control de la fuerza de trabajo, para que los monopolistas no requieran inversión en ese sentido, entonces el gasto es asumido por el Estado.
Se apunta, además, que estas ofrecen un mínimo de respaldo efectivo a la imagen del Estado como “social”, como mediador de intereses conflictivos , pero la presenta de manera fragmentada y parcializada, pues si se toma, dice Netto (1992), como problemática configuradora de una totalidad procesual específica, se remite concretamente a la relación capital trabajo en su totalidad.
En la fragmentación de la “cuestión social” esta es atacada en sus refracciones y en sus secuelas aprehendidas como problemáticas cuya naturaleza totalizante, si es asumida consecuentemente, impediría ser intervenida, desde esa fragmentación
Debe recalcarse que la política social, en el ámbito del capitalismo monopolista, no equivale a ser considerada como “una derivación” del Estado burgués capturado por el monopolio, pues estas son gestadas, fundamentalmente, de la capacidad de movilización y organización de la clase obrera y del conjunto de personas trabajadoras, pero no acaban ahí, debido a que son resultantes extremamente complejas de un complicado juego entre protagonistas y demandas que están atravesadas por contradicciones, enfrentamientos, conflictos y asimetrías, sean de etnias, de género, de edades, clases sociales, lugares de residencia.
En el ámbito de las políticas sociales debe retomarse la necesidad de comprender que la intervención sistemática sobre la "cuestión social" en el marco del estado burgués, no se realiza ni inmediata ni directamente, porque puede señalar en su procesamiento conquistas de los sectores de presión.
En la edad del monopolio, las políticas sociales no retiran el componente individualista del liberalismo, que comprende a la persona como responsable de su destino, y es la persona quien debe asumir la responsabilidad de su éxito y su fracaso, por lo que los problemas sociales son convertidos en problemas individuales y privados.
En el monopolio capitalista, el capital domina estratégicamente la circulación y el consumo, y articula una inducción de comportamientos para penetrar la totalidad de la existencia de los agentes sociales particulares y, por ende, administrarlos (o gerenciarlos); esto es posible por medio de la psicologización de la vida social.
En otro espacio —y no separado del anterior—, es que se reconoce una de las médulas del desarrollo de la intervención social del Estado en la “cuestión social”, lo cual es el estilo de pensar lo social al tener al positivismo como norte de análisis, y se entiende, en este caso, el positivismo, como algo más que una escuela sociológica; es la autoexpresión ideal del ser social burgués, mediado, desde luego, por la metafísica.
Permitiendo ocultar la específica ontología de las dinámicas sociales intersubjetivas, al ecualizar la forma de entender la sociedad en relación con la naturaleza, pues al naturalizar “lo social”, se establece nítidamente la ineptitud de las personas de dirigir la sociedad según sus proyectos, al plantearla como una realidad ontológicamente ajena a ellas y al aceptar una supuesta “evolución” , sea cual fuera su sentido.
En palabras de Netto al naturalizar la sociedad, la tradición en cuestión es forzada a buscar una especificación del ser social que sólo puede ser encontrada en la esfera moral (Netto, 1992: 36).
Al establecer la “psicologización” de vida social, esta no se comprende como resultado de las instituciones que componen la sociedad, sino de un conjunto de dilemas mentales y morales, que deshistorizan y deseconomizan la “cuestión social”, para dar una conversión de los problemas sociales en patologías sociales. amor
En otro orden, el autor recalca que la historia no es un mero proceso de requisiciones económicas y sociales que convocan respuestas automáticamente necesarias, sino que ha sido construida por protagonistas históricos, quienes en su curso se confrontan con proyecciones y estrategias propias y diferenciadas por fuerzas políticas y proyectos específicos.
El proletariado y la burguesía, como protagonistas históricos, no agotan el entendimiento de la realidad en que se alcanza el monopolismo capitalista, parece imposible, por una parte negar la presencia de otros sectores y el reconocer que es indiscutible detectar proyectos únicos en cada uno de sus territorios.
Con los argumentos anteriores que definen de manera significativa, pero no agotan las relaciones sociales, es indispensable para un estudio histórico crítico el reconocer y validar el trabajo social como profesión inscrita en la división sociotécnica del trabajo, en el estudio del capitalismo monopolista, en las modificaciones en la “cuestión social”, y las particulares de las políticas sociales, lo que también aporta para desvendar el significado social de esa institución y de las prácticas desarrolladas en su ámbito por agentes especialmente cualificados, como son los profesionales en trabajo social. Siguiendo con la autora citada, debe reconocerse que el trabajo social reproduce intereses contrapuestos que conviven en tensión, tal y como los son las clases sociales, así como otros protagonistas ahí presentes. Dicha profesión responde tanto a demandas del capital como del trabajo y solo puede fortalecer uno u otro polo por la mediación de su opuesto, a pesar de muchos discursos que se orientan por intentar volver capitalistas a todas las personas de la sociedad.
El trabajo social, además, participa tanto de los mecanismos de dominación y explotación como también, al mismo tiempo y por la misma actividad, da respuesta a las necesidades de supervivencia de las clases trabajadoras y de la reproducción del antagonismo en esos intereses sociales, donde refuerza las contradicciones que constituyen el móvil básico de la historia, la lucha de clases, que es donde debe ser aprehendido el trabajo social como profesión.

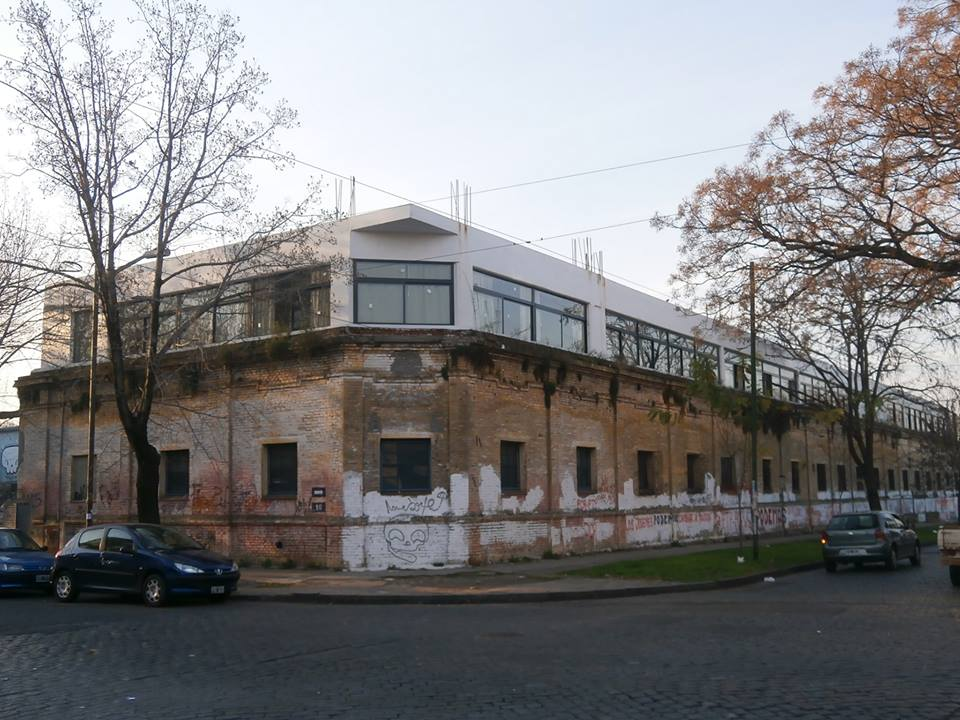
Facultad de Trabajo Social (UNLP) ampliación

## Trabajo social por países

### Trabajo social en México
Cuando hablamos de trabajo social, se imaginan distintas definiciones, sin embargo hay aspectos comunes en los que se está de acuerdo; como el preocuparse de las necesidades humanas básicas y crea condiciones sociales favorables para su objetivo, la sociedad en general.
México es un país pluricultural, por tal razón siempre ha tenido distintos ámbitos sociales. Esta labor se remonta desde la época de la corona Española en las actividades de la caridad y asistencia, a ciertos sectores de la población en México. Quienes se encargaban de dar esa ayuda eran grupos religiosos, personas altruistas o humanitarias; fue hasta la reforma cuando las instituciones comenzaron, ayudar a personas a través de otras personas con alguna preparación en cuestiones de salud. Ya con la llegada de la Revolución Mexicana en 1910 cambio el contraste social y dada la separación entre la iglesia y el Estado mediante la carta magna de 1917 comenzó a entrar en rescisión la figura del trabajo social.
Entre los años 30’s y 80’s el país se caracterizó por una sociedad unida, por mencionar un ejemplo tenemos la nacionalización del petróleo o el terremoto de 1985.El 2 de febrero de 1933 se crea la primera escuela de trabajo social, su fundadora fue la profesora Julia Nava de Ruiz Sánchez. En el año de 1935 inicia la Escuela de Trabajo Social (ENTS) en la UNAM, como un antecedente para el personal del Tribunal para menores. En 1936 se nombra de manera oficial a la primera trabajadora social. En cuanto al tema académico el primer programa de trabajo social fue creado en 1967 en la Universidad Autónoma de Nuevo León y el primer programa de maestría inicio en 1975 en la misma institución, para el 2001 México contaba con tan solo 28 escuelas que impartían la carrera de trabajo social manejándose en algunas mediante 3 niveles el primero, a un nivel técnico y el segundo mediante un nivel de licenciatura y el tercero nivel maestría en esta última con las Universidades de Nuevo León, Tamaulipas, Coahuila y Colima, para el año 2006 en México había un aproximado de 10 doctores en trabajo social. En la actualidad el trabajo social es una disciplina que ha ido creciendo dado a la naturaleza que son las ciencias sociales y que la sociedad es dinámica por el cambio constante que sufre, pero esta carrera es la herramienta y medicina para resolver los problemas que la sociedad presente.
El trabajador social en la actualidad es parte de un equipo de profesionales que conocen las carencias y necesidades e identifican las relaciones familiares y sociales, promueve como utilizar recurso que aporte una mejoría en cada individuo tales como:
- Acciones de investigación y planeación.
- Educación social.
- Prevención y asesoría a personas y grupos de distintas índoles.

Ante la creciente demanda de los servicios que ofrece la escuela Nacional de trabajo social, sobre todo para las personas que por razones de tiempo o distancia no pueden asistir de forma regular a las aulas, de los sistemas presenciales o escolarizados, la Escuela Nacional de trabajo social, toma la decisión de contar con el sistema a distancia, esta comenzó a impartirse a partir del año 2004.

### Trabajo social en la Argentina
Según Alayón, N. el origen del trabajo social en Argentina está ligado a las ideas que emanaban de las corrientes higienistas en las primeras décadas del Siglo XX. Sus propulsores más relevantes (los médicos Alberto Zwanck, Germinal Rodríguez quien fue concejal de la Capital Federal en 1934, Manuel V.Carbonell, Gregorio Aráoz Alfaro, Juan P. Garrahan, Saúl I. Bettinotti, Emilio R.Coni, Teodoro A. Tonina, Pílades O. Dezeo, Enrique Olivieri, Julio Iribarne, entre otros) precisamente encarnaban las propuestas "progresistas" de la época. Las concepciones de la higiene social, que apuntaban a valorizar los componentes de la medicina preventiva, implicaron un salto cualitativo para la atención de la salud pública. 

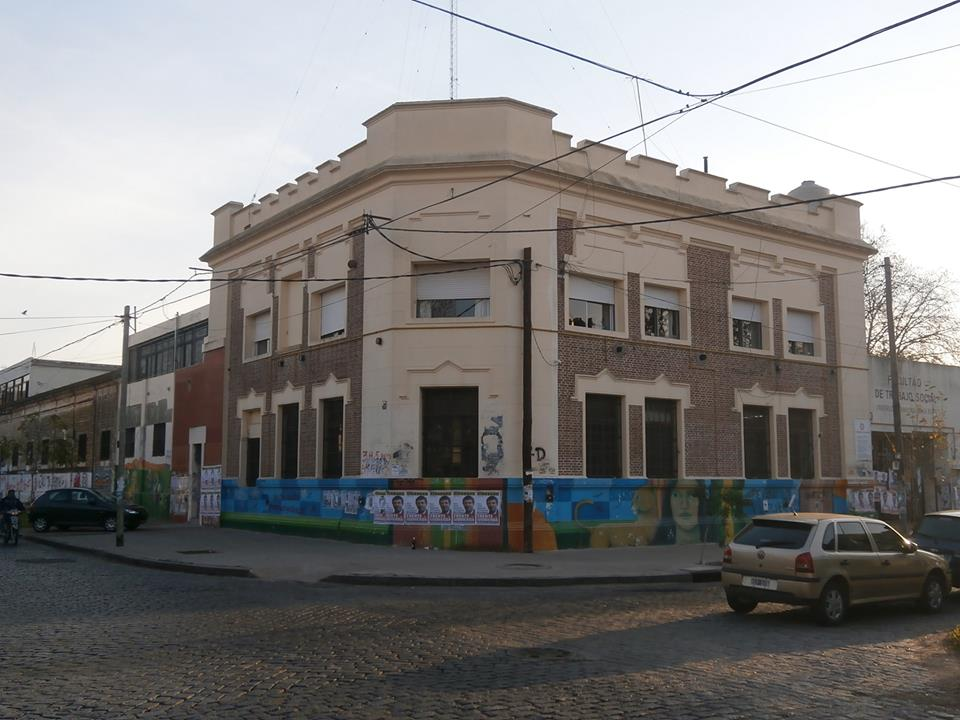
Facultad de Trabajo Social (UNLP) esquina

Los médicos higienistas fueron quienes impulsaron la creación de los primeros cursos y escuelas de lo que hoy entendemos como trabajo social. En 1924 crearon el Curso de Visitadoras de Higiene Social, dependiente del Instituto de Higiene de la Facultad de Ciencias Médicas de la Universidad de Buenos Aires; y en 1930 fundaron la primera Escuela de Servicio Social del país, dependiente del Museo Social Argentino, que en esa época estaba incorporado a la Universidad de Buenos Aires (figurando como Instituto de Información, Estudios y Acción Sociales). La primera Escuela privada y católica surge recién en 1940, en Buenos Aires, en el Instituto de Cultura Religiosa Superior.
Los primeros servicios sociales en Argentina se crean en instituciones con financiamiento público en la década de 1920, tal como se encuentra documentado en los trabajos de Andrea Oliva. En las maternidades, dispensarios, salas en hospitales de Buenos Aires, así como en las escuelas públicas es donde se inicia el espacio ocupacional. Un papel importante lo tuvieron los dispensarios para enfermos de tuberculosis.
El período de la Reconceptualización en Argentina ha sido de con expresiones heterogéneas, desde distintas vertientes ideológicas y con varias expresiones partidarias. Según Virginia Siede "Existe una coincidencia general entre los autores en considerar que uno de sus elementos fundamentales fue la politización e ideologización de la acción profesional. Mientras algunos sostienen que se trató de un momento donde la profesión asumió una “perspectiva crítica” (entendida como la inserción de la profesión en la lucha de los pueblos por su liberación); para otros se trató de una tentativa de compromiso con proyectos de transformación de la sociedad, a través de la concentración, la organización y la movilización de los sectores populares".
Actualmente existen diversas Facultades de Trabajo Social en la Argentina. Una de las pioneras, con una vigencia de 50 años en la ciudad de Paraná (UNER), en la ciudad de La Plata (UNLP), en la UNR, en UNL, entre otras. En paralelo existen más de 27 centros universitarios donde se imparte la disciplinas y otros institutos terciarios a lo largo del país.

## Trabajo social en España

### El ejercicio del trabajador social en España
Desde 1983 en España el título que acredita para el ejercicio de trabajador/a social es de rango universitario, antiguamente como Diplomatura de 3 años y en la actualidad como de Grado con una duración de 4 años, de acuerdo a lo establecido por el Espacio Europeo de Educación Superior. No obstante, los profesionales de trabajo social con la anterior titulación no universitaria de “asistente social” están totalmente equiparados en el ámbito profesional para ejercer la profesión. Asistentes sociales, Diplomados y Graduados en trabajo social conforman una misma profesión (aunque con diferentes niveles formativos). Las personas con titulación extranjera que deseen ejercer en España han de homologar sus títulos.
Para ejercer como trabajador/a social en España se exige: 1) estar en posesión del Título en Trabajo Social que acredita la formación y capacitación en determinadas competencias para el ejercicio de la profesión y 2) estar inscrito en el registro del Colegio Profesional del ámbito territorial de la provincia o Comunidad Autónoma donde se resida o quiera ejercer.
Para el ámbito territorial correspondiente al Estado español, la colegiación para los trabajadores sociales es obligatoria por imperativo de la Ley 2/1974 de Colegios Profesionales (Art. 3.2.), los Estatutos Generales y Particulares de la profesión (Art. 9.b), las Leyes Autonómicas de Colegios Profesionales y la Ley de Creación de los Colegios Profesionales de DTS y AA.SS (Art. 3º).
La profesión de trabajador o trabajadora social en España está regulada en la Ley 10/1982, de 13 de abril, de creación de los Colegios Oficiales de Diplomados en Trabajo Social y Asistentes Sociales. El Ministerio de Sanidad, Servicios Sociales e Igualdad ejerce como organismo tutelar y regulador de la profesión y el Consejo General del Trabajo Social junto con los 36 Colegios Oficiales de Trabajo Social son el órgano profesional responsable del ordenamiento del ejercicio profesional de los trabajadores y trabajadoras sociales, de velar por el prestigio de la profesión y del cumplimiento de los deberes deontológicos.
El Consejo General del Trabajo Social es una corporación de derecho público, con personalidad jurídica propia y plena capacidad de obrar para el cumplimiento de sus fines. El Consejo General se relaciona con la Administración General del Estado a través del Ministerio de Sanidad, Servicios Sociales e Igualdad. Sus funciones, como órgano representativo, coordinador y ejecutivo de la profesión de trabajo social en España, vienen establecidas por la aprobación del Real Decreto 877/2014, de 10 de octubre, por el que se aprueban los Estatutos del Consejo General de Colegios Oficiales de Diplomados en Trabajo Social y Asistentes Sociales. En definitiva, al Consejo le compete velar por el correcto ejercicio de la profesión y por la defensa de los derechos fundamentales de los ciudadanos cumpliendo un mandato constitucional.
El papel de la estructura colegial a través de la Federación Española de Asociaciones de Asistentes Sociales primero (FEDAAS, 1967) y el Consejo General del Trabajo Social en el que se transformó a partir del año 1982 es, sin duda, un aspecto característico del trabajo social en España y también ha sido un factor determinante en la creación y desarrollo del Sistema público de Servicios sociales en el Estado español en los años de la Transición democrática, como se verá más adelante.
Los trabajadores sociales en España cuentan con un Código Deontológico del Trabajo Social (Consejo General de Trabajo Social, 2015) basado en los Principios éticos de la Federación Internacional de Trabajadores Sociales (en adelante FITS), donde se ahonda en los principios éticos y deontológicos profesionales atendiendo a las nuevas realidades sociales y a las normas que influyen directamente en la actividad profesional. Sus objetivos, entre otros, tienen que ver con la necesidad de acotar responsabilidades profesionales, promover el incremento de los conocimientos científicos y técnicos, definir el correcto comportamiento profesional con las personas usuarias y con otros profesionales, evitar la competencia desleal, mantener el prestigio de la profesión, perseguir el constante perfeccionamiento de las tareas profesionales, atender al servicio a la ciudadanía y a las instituciones, valorar la confianza como factor importante y decisivo en las relaciones públicas y servir de base para las relaciones disciplinarias.
El primer Código Deontológico en trabajo social fue aprobado por Asamblea General de Colegios Oficiales de Diplomados en Trabajo Social y Asistentes Sociales en mayo de 1999 a la luz de los principios aprobados por la FITS en Sri Lanka (1994), de los Derechos contenidos en la Declaración de los Derechos Humanos, de la Constitución española de 1978 así como otros acuerdos internacionales. Fue actualizado en el año 2012 para profundizar en los principios éticos y deontológicos profesionales atendiendo a las nuevas realidades sociales y a las normas que influyen directamente en la actividad profesional. Se reeditó por última vez en el año 2015 para incorporar la última actualización de la definición de trabajo social (2014).
El Código Deontológico de Trabajo social (Consejo General de Trabajo Social, 2012) es, por consiguiente, una garantía de la buena praxis de los profesionales del trabajo social para la ciudadanía en España.

### Funciones de los profesionales en trabajo social en España
Las competencias generales que debe adquirir una trabajadora social o un trabajador social para enfrentar con eficacia su ejercicio profesional están definidas en el Libro Blanco del Grado de Trabajo social como “un profesional de la acción social que tiene una comprensión amplia de las estructuras y procesos sociales, el cambio social y del comportamiento humano que le capacita para: intervenir en las situaciones (problemas) sociales (de malestar) que viven individuos, familias, grupos, organizaciones y comunidades, asistiendo, manejando conflictos y ejerciendo mediación; participar en la formulación de las Políticas sociales y contribuir a la ciudadanía activa mediante el empoderamiento y la garantía de los derechos sociales”.
Según el Perfil profesional del trabajador social en el siglo XXI editado por el Consejo General del trabajo social en 2003 los objetivos, interrelacionados entre sí, del o de la trabajador/a social, son:
1. Contribuir a disminuir la desigualdad e injusticia social, facilitando la integración social de los grupos de personas marginadas, excluidas socialmente, económicamente desfavorecidas, vulnerables y en situación de riesgo.
2. Contribuir a que las personas, los grupos, las organizaciones y comunidades desarrollen destrezas personales e interpersonales que aumenten su poder para enfrentarse a las fuerzas sociales que inciden en su marginación.
3. Asistir y movilizar a los individuos, las familias, los grupos, las organizaciones y las comunidades con el fin de mejorar su bienestar y su capacidad para resolver sus problemas.
4. Dar a conocer las oportunidades que los grupos sociales tienen a su disposición, motivarles para tener acceso a esas oportunidades y ayudar a las personas, familias y grupos sociales a desarrollar las respuestas emocionales, intelectuales y sociales necesarias para permitirles aprovechar esas oportunidades sin que tengan que renunciar a sus rasgos personales, culturales y de origen.

Una década más tarde, el papel del o de la profesional del trabajo social en España definido en el Código Deontológico del Trabajo Social refleja las siguientes funciones: Se ocupan de planificar, proyectar, calcular, aplicar, evaluar y modificar los servicios y políticas sociales para los grupos y comunidades. Actúan con casos, grupos y comunidades en muchos sectores funcionales utilizando diversos enfoques metodológicos, trabajan en un amplio marco de ámbitos organizativos y proporcionan recursos y prestaciones a diversos sectores de la población a nivel micro, meso y macro social. Algunas de las funciones se podrán desarrollar de manera interrelacionada, de acuerdo a la metodología específica de la intervención que se utilice. De ello se desprende: Información; Investigación; Prevención; Asistencia; Atención directa; Promoción e inserción social; Mediación; Planificación; Gerencia y dirección; Evaluación; Supervisión; Docencia; Coordinación.
Para desarrollar sus funciones las/los profesionales del trabajo social cuentan con unos instrumentos técnicos específicos:
- Historia social. Documento en el que se registran exhaustivamente los datos personales, familiares, sanitarios, de vivienda, económicos, laborales, educativos y cualesquiera otros significativos de la situación socio-familiar de una persona usuaria, la demanda, el diagnóstico y subsiguiente intervención y la evolución de tal situación.
- Ficha social. Soporte documental de trabajo social, en el que se registra la información sistematizable de la historia social.
- Informe social. Dictamen técnico que sirve de instrumento documental que elabora y firma con carácter exclusivo el profesional del trabajo social. Su contenido se deriva del estudio, a través de la observación y la entrevista, donde queda reflejada en síntesis la situación objeto, valoración, un dictamen técnico y una propuesta de intervención profesional.
- Escalas de valoración social. Instrumento científico que sirve para identificar situaciones sociales en un momento dado. Permite elaborar un diagnóstico social
- Proyecto de intervención social. Diseño de intervención social que comprende una evaluación-diagnóstico de la situación y personas con quienes actuar, una determinación de objetivos operativos, actividades y tareas, utilización de recursos, temporalización y criterios de evaluación.

### Ámbitos de actuación profesional del trabajo social en España
La profesión de trabajo social se desarrolla tanto en el ámbito privado como en el público en estrecha coordinación con las políticas sociales de las diferentes administraciones públicas españolas.
Se trata de una profesión especialmente vinculada al servicio público y ello con independencia de que se ejerza desde el mismo (por cuenta de la administración en calidad de empleados de ésta o en virtud de convenios o acuerdos de colaboración) o en el sector privado.
El desempeño profesional de los trabajadores sociales puede darse por lo tanto en los distintos niveles de las administraciones públicas existentes en España (estatal, autonómica, provincial, local, insular), en los diferentes sistemas públicos de protección social (educación, sanidad, empleo, garantía de rentas, servicios sociales, dependencia, justicia, vivienda) en la empresa privada (por cuenta ajena o ejercicio libre de la profesión) o en el marco del Tercer sector y de la economía social (asociaciones, fundaciones, federaciones u otras organizaciones sociales, Cooperativas de trabajo asociado, sociedades anónimas laborales, etc.). En cualquiera de ellos los profesionales del trabajo social despliegan sus diversas funciones en la atención a la ciudadanía y en relación a sus necesidades, carencias, dificultades o problemáticas específicas: infancia y adolescencia desprotegida, jóvenes en conflicto con la ley, personas con procesos judiciales, personas víctimas de desigualdad, personas víctimas de violencia de género, personas con discapacidad, personas con problemas de salud, personas en situación de dependencia, personas sin hogar, personas en situación de privación de libertad, personas con drogodependencias, personas migrantes y refugiadas, etc.
La mayoría de los trabajadores sociales ejercen profesionalmente en el Sistema Público de Servicios Sociales. La influencia de la profesión de trabajo social ha sido paradigmática en la aparición y consolidación de los Servicios sociales en la España democrática, ambas muy mimetizadas en la década de los ochenta, y sigue siéndolo hoy en día en el que se lucha para que el sistema público no sea desmantelado a partir de los actuales argumentos gubernamentales de la inevitable austeridad económica tras el impacto de crisis económica española de 2008-actualidad.
Pero no deben confundirse la historia del trabajo social en España (trabajo social) con la creación, evolución y estado actual de los Servicios sociales en España (Servicios sociales). Por ello, en los apartados siguientes se muestra su historia —interrelacionada— por separado.

### Historia del trabajo social en España

#### Antecedentes de la acción social en España
En España, como en otros países, a lo largo de la historia, siempre han existido formas de afrontar los problemas y necesidades de las personas.
Durante la Edad Media, la ayuda asistencial se prestó fundamentalmente a través de la limosna, la ayuda mutua y el apoyo público tanto desde instituciones religiosas (cristiano-católicas) como desde iniciativas particulares y corporaciones: “fundaciones hospitalarias”, “cofradías religiosas”, “cofradías gremiales” son, entre otras, algunas formas de atención a la pobreza en este período.
En el Siglo XVI, al igual que en el resto de Europa, se ordena, reglamenta y reprime la mendicidad a partir de la distinción entre falsos y pobres verdaderos (no aptos para el trabajo). Las Cortes de Valladolid (1518, 1523) y las Cortes de Toledo (1525) reinando Carlos I intentaron reducir así el número de pobres, sin conseguirlo, de manera que en 1565, Felipe II vuelve a autorizar la mendicidad, aunque esta vez restringida y controlada por los poderes públicos. Es el período de la aparición de las "Casas de misericordia" (Miguel de Giginta), los “albergues de pobres” (Cristóbal Pérez de Herrera), a las que se suma en el Siglo XVII el Hospicio de San Fernando (1668).
En el Siglo XVIII, la Revolución Industrial en España no tuvo la misma intensidad que en otros países europeos al ser mayoritariamente rural, pero aun así sus consecuencias socio-económicas se dejaron sentir, provocando un aumento de la miseria. La pobreza deja de ser concebida como una cuestión de índole religiosa para ser conceptualizada por los poderes fácticos como un riesgo potencial de posibles desórdenes sociales. Aunque en España la Iglesia seguía manteniendo cuotas importantes de responsabilidad en la asistencia a los pobres, va perdiendo su protagonismo en la ayuda al necesitado a lo largo del Siglo XVIII.
Se propusieron además de medidas asistenciales, el encierro y control de los pobres en establecimientos específicos, por lo que encontramos en la época “Hospitales” y “Hospicios”, “Montepíos” (“Montes de Piedad”) y “Diputaciones de Barrio” (para atender a pobres y enfermos en su propio domicilio), además de “Casas de corrección”.
En el Siglo XIX, la acción social se diversifica a través de: 1) la incipiente acción social del Estado español para dar respuesta a la llamada "Cuestión social" más que por razones humanitarias por cierto temor ante la incipiente agitación urbana; 2) la acción de los movimientos sindicales; y 3) la actuación de nuevas sociedades privadas de caridad.
Encontramos las primera asunciones de responsabilidad por parte del Estado y la Hacienda Pública respecto a la acción social en el Art. 321 de la Constitución española de 1812 que atribuye a los Ayuntamientos la obligación de atender Hospitales, Hospicios, Casas de expósitos y demás establecimientos de beneficencia.
Estas obligaciones se plasman en las leyes de beneficencia de 1822 y 1849. De la Ley de Beneficencia de 1822 es importante destacar la constitución de las Juntas de Beneficencia; la calificación de los establecimientos en estatales (del Reino) y locales; y una tipología de centros dónde se reglamentan las condiciones que tienen que reunir para ser considerados de "asistencia social". Así encontramos las Casas de Maternidad, destinadas a mujeres embarazadas y a sus hijas de hasta 6 años, las Casas de Socorro que abarcaban amplias funciones como atender a niños mayores de 6 años, promover talleres ocupacionales, o servir de asilo a los pobres involuntarios; los Hospitales destinados a la atención sanitaria y los Socorros Domiciliarios.
La Ley de Beneficencia de 1849 se centró fundamentalmente en organizar la administración de los establecimientos públicos sin detenerse demasiado en aspectos sustantivos.
A pesar de que la mayor parte del país seguía siendo rural surgieron en las zonas más industrializadas movimientos obreros y políticos que luchaban por conseguir mejoras sociales y laborales. En este contexto de reivindicaciones obreras el gobierno crea la Comisión de Reformas Sociales (1883), con el objetivo de estudiar cuestiones destinadas a la mejora del bienestar de la clase obrera, tanto agrícola como industrial. Posteriormente dicha comisión se convertirá en el Instituto de Reformas Sociales (1903).
Junto a las medidas estatales, la Iglesia y otras entidades privadas continuaron prestando asistencia y ayuda a los pobres; de este modo, coexisten con las congregaciones religiosas femeninas, nuevas sociedades privadas de caridad donde señoras de la aristocracia y la alta burguesía se agrupan para ofrecer asistencia caritativa y benevolente, mayoritariamente imbuidas por el catolicismo social de la época (Encíclica Rerum novarum, 1891, Papa León XIII).

#### Concepción Arenal, precedente del trabajo social en España
Concepción Arenal (Ferrol, 1820-1893), jurista, reformadora social, liberal, progresista, feminista, dedicó toda su vida a: 1) la mejora de la situación de la clase obrera, 2) la reforma del sistema penitenciario, 3) la defensa de los derechos de la mujer, y 4) la acción social (enmarcada en el catolicismo social).
Conocedora de la Conferencia de San Vicente de Paul, organizó una sección femenina en 1859 para ayudar a los pobres. En este periodo redacta La Beneficencia, la Filantropía y la caridad (1860) y un manual para la formación de los miembros de la Conferencia: Manual del visitador del pobre (1863), obras especialmente relevantes como antecedentes del trabajo social en España.
Desempeñó el cargo de visitadora general de prisiones de mujeres entre 1863-1865. Fruto de esta actividad y de su implicación en las reformas del sistema penitenciario son cartas, poemas y ensayos, entre otros: Cartas a los delincuentes (1865), Oda a la esclavitud (1866), El reo, el pueblo y el verdugo o la ejecución de la pena de muerte (1867), A todos (1869), Las Colonias penales de Australia y la pena de deportación (1877), La cárcel llamada Modelo (1877), Estudios penitenciarios (1877), o El visitador del preso (publicado en 1896).
A partir de 1868, ejerció como Inspectora de Casas de Corrección de Mujeres y en 1871 comenzó a ser colaboradora habitual de la revista La Voz de la Caridad (Madrid). Abordó en esta y otras revistas así como en sus escritos la “cuestión social” analizando asuntos relativos a las condiciones laborales, sanitarias y educativas de la clase obrera, poniendo especial énfasis en la situación de las mujeres, lo que le ha valido el reconocimiento internacional como una de las reformistas sociales y feministas más importantes de la historia: La igualdad social y política y sus relaciones con la libertad (publicado en 1898), La cuestión social: cartas a un obrero y a un señor (1880), La instrucción del pueblo (1881), El pauperismo (1887), La mujer del porvenir (1869), La mujer de su casa (1883), Estado actual de la mujer en España (1895), El trabajo de las mujeres (1891), La educación de la mujer (1892), entre otros.
A lo largo de su vida y paralelamente al ejercicio de su profesión, no dejó de participar en acciones benéficas como la fundación de una sociedad destinada a la construcción de viviendas para obreros (1872), su colaboración con la Cruz Roja del Socorro al frente de hospitales de campaña para los heridos de las guerras carlistas, o su promoción de Talleres de Caridad.
Siempre denunció los prejuicios existentes sobre la mujer, defendiendo la igualdad intelectual y moral del género femenino y su derecho a la participación social, política y a la educación. Fue un claro exponente de la corriente reformista de la burguesía liberal, preocupada por exponer y promover reformas sociales que posibilitasen mejorar las condiciones de vida de las clases más humildes y las modificaciones legislativas que las amparasen en materia de educación, sanidad, justicia, igualdad.

#### El nacimiento del trabajo social y la asistencia social en España
A inicios del Siglo XX en España se consolidan o crean establecimientos destinados a la atención específica de colectivos con dificultades: el Instituto Oftálmico de Madrid (1903), el Manicomio-Granja Nuestra Señora del Pilar en Zaragoza (1912), el Real Patronato para la represión de la trata de blancas (1902), el Consejo Superior de Protección a la Infancia (1904), la Comisión permanente contra la Tuberculosis (1906) y el Patronato Nacional de Sordomudos, Ciegos y Anormales (1910).
Así mismo, progresiva y paralelamente a las acciones asistenciales surgidas en el pasado, van apareciendo en España una serie de medidas aseguradoras de origen público que se van acercando a la política social europea del momento. En 1908, y como continuación del Instituto de Reformas Sociales, se crea el Instituto Nacional de Previsión (en adelante INP) dirigido especialmente a las pensiones voluntarias de retiro, por invalidez y vejez que no serán obligatorias hasta 1919. Estas medidas previsoras se conjugaban con la beneficencia privada y las acciones religiosas de ayuda a los necesitados, a la vez que se van haciendo más patentes las diferencias entre los seguros sociales para los trabajadores y la beneficencia para los desempleados, indigentes y pobres.
La Segunda República española (1931-1939) en su primer Bienio (bienio social-azañista, bienio reformista o bienio transformador 1931-1933) priorizó la política de previsión sobre la beneficencia.
La Constitución española de 1931 establece por primera vez la noción de “asistencia social” indicando que “El Estado prestará asistencia a los enfermos y ancianos y protección a la maternidad y a la infancia”, lo que supuso diferenciar esta asistencia tanto del seguro social como de la beneficencia. La asistencia social se define como una actividad de carácter público, financiada con cargo a ingresos públicos en base al principio de solidaridad, complementaria de los seguros sociales, que se realiza en favor de personas sin recursos, de forma no arbitraria y para cubrir necesidades básicas. Era gratuita, sin prejuicio de la exigencia de contraprestaciones nunca superiores al coste de los servicios prestados.
En este contexto histórico se abre la primera Escuela de formación de asistencia social en Barcelona con el nombre de Escuela de Estudios sociales para la Mujer (1932).
En este período aparecen distintos decretos regulando instituciones concretas, entre las que destacan las Juntas Provinciales de Beneficencia, que tuvieron diversas reorganizaciones. Se mantuvieron los subsidios pero también medidas “de seguridad” represivas como la Ley de Vagos y Maleantes (agosto de 1933) destinada a desterrar o encerrar en establecimientos de trabajo o colonias agrícolas a personas consideradas peligrosas: proxenetas, vagabundos, mendigos… (y que luego reformaría Franco en 1954 para incluir a los homosexuales).
Durante el Segundo Bienio de la Segunda república española (bienio rectificador, bienio conservador o bienio contrarreformista 1933-1936) la asistencia social pública también sufrió cambios: la Dirección General de Sanidad, Asistencia Pública y Previsión Social pasó a denominarse Dirección General de Beneficencia y Asistencia pública. Lerroux ordenó a los establecimientos de beneficencia que los asistidos tuviesen que acreditarse como pobres y a tal efecto se crearon carnés de asistencia médica gratuita que certificaban la condición de “económicamente débiles” a sus portadores: acababan de nacer los “carnés de pobres”.
Todas las reformas sociales puestas en marcha se paralizaron con el estallido de la Guerra civil española (1936-1939) durante la Segunda república y el inicio del largo periodo dictatorial en España con Francisco Franco. La Escuela de asistencia social de Barcelona se vio obligada a cerrar hasta 1939 que pasó a depender del Obispado y cambió su nombre por el de Escuela Católica de Enseñanza Social. Ese mismo año se fundó en Madrid la Escuela de Formación Familiar y Social, impulsada por el Consejo Superior de Mujeres de Acción Católica.
El período de la postguerra supuso una interrupción del trabajo social en sus avances epistemológicos y metodológicos. Las asistentes sociales, fundamentalmente desde instituciones religiosas, se dedicaban a afrontar traumas psicológicos, graves carencias materiales, aislamiento del exterior, supresión de las libertades políticas, sindicales, religiosas, etc., el trabajo social comenzaba su Etapa Benéfico-Asistencial (1930-1960) según la periodización realizada por Natividad de la Red que seguiremos aquí.
A partir de la década de los cincuenta van apareciendo en España nuevas escuelas: seis hasta 1957 repartidos entre Cataluña y Madrid dependientes de la Sección Femenina de Falange Española y de la JONS, de Las Hijas de la Caridad o de otras organizaciones religiosas. El alumnado de las escuelas estaba constituido en su mayoría por mujeres que estudiaban: Puericultura, Higiene, Dietética, Psiquiatría, Higiene Mental, Socorrismo, Doctrina social de la Iglesia, Formación religiosa, moral y Ética, Sociología, Psicología, Derecho, Economía... El enfoque era puramente asistencialista y paliativo. Los contenidos docentes se situaban en la atención individualizada y de grupos con fuertes carencias. No se procuraban las causas de los problemas, de modo que la formación estaba orientada a un tipo de intervención en el que, sobre todo, se buscaba, la adaptación del individuo al medio. En definitiva, podemos decir, que esta larga etapa estuvo caracterizada por: la falta de reconocimiento oficial de las enseñanzas y los planes de estudio; un currículum formativo amplio y disperso reflejo de la escasa configuración del rol profesional; una formación compartimentalizada con un carácter eminentemente operativo y práctico de los estudios en dónde la acción inmediata determinada el horizonte; un profesorado desconocedor de la profesión donde la docencia era considerada una segunda actividad en las escuelas en detrimento de la formación teórica del alumnado; el carácter confesional tanto de las escuelas como de la profesión; y la tendencia asistencialista del trabajo social.
Por su parte, en Europa, tras la Segunda Guerra Mundial, la intervención del Estado fue decisiva en materias como la Sanidad, la Educación o los Servicios Sociales, para garantizar a los ciudadanos unos niveles de bienestar hasta el momento no logrados. Los recién inaugurados Estados del Bienestar se centraban principalmente en alcanzar el pleno empleo, un nivel mínimo de calidad de vida para la ciudadanía y la creación de sistemas públicos de protección social universales. En España este proceso no tuvo lugar hasta la democratización del Estado. Entretanto hubo que esperar a 1944 para ver aprobada la Ley de Seguro de Enfermedad y a 1963 para que se implantase la Ley de Bases de la Sanidad Nacional.

#### Evolución del trabajo social en España (1960-1985)
Cuando el aislamiento internacional comenzó a remitir en España se experimenta un desarrollo económico propiciado por el Plan de Estabilización de 1959 que va a generar entre otros: fuertes migraciones de las zonas rurales hacia las urbanas industrializadas, aumento de la conflictividad laboral y social, crecimiento del proletariado industrial y disminución de los trabajadores agrícolas.
Este nuevo contexto va a exigir un aumento del número de asistentes sociales para atender las nuevas necesidades surgidas con el consiguiente incremento de escuelas. Es la denominada por Natividad de la Red, Etapa de Expansión y Desarrollo (1960-1970) del Trabajo Social en España.
En el año 1964 se reconocen, por primera vez, oficialmente los estudios de Asistente Social por el Ministerio de Educación Nacional y se establece el Plan Oficial de Estudios. Desde un punto de visto formativo se asume, consagra e institucionaliza la disociación entre el saber teórico y el práctico dejando la formación teórica con carácter subsidiario.
Las asistentes sociales españolas, durante este periodo, se formaron y trabajaron bajo un marco signo benéfico-asistencial y los requerimientos ideológicos y confesionales del Régimen dictatorial, limitando la configuración de la disciplina y del rol profesional del trabajo social como actualmente se conoce. Pero sería injusto no reconocerles sus esfuerzos para formarse al margen, por ejemplo con profesionales expertos de otros países —como Marco Marchioni—, venido de la mano del Programa Europeo para el Desarrollo Social de las Naciones Unidas, que aportaron nuevos métodos y técnicas de intervención, supervisión, etc.
En 1967 las asistentes sociales empezaron a organizarse como profesión al amparo de la Ley de Asociaciones Culturales de 1964 hasta desembocar en la Federación Española de Asociaciones de Asistentes Sociales (FEDAAS).
En 1968, en el I Congreso de Asistentes Sociales en Barcelona las asistentes sociales tomaron conciencia de la necesidad de dotar a la profesión de mayor formación y rigor científico y la determinación de emancipar su actividad profesional de la confesionalidad religiosa. Comenzaba una nueva etapa para el trabajo social en España denominado por Natividad de la Red Etapa de estabilización técnica y perspectiva científica (1970-1980).
En los sesenta también evoluciona la protección social pública en diversos ámbitos expresados en la implantación de la Ley General de Educación de 1970 (Ley Villar Palasí) o más ligados a la asistencia social, con la creación del Fondo Nacional de Asistencia Social (en adelante FNAS), la Ley de Bases de la Seguridad Social (1967) y la Ley de Financiación y Perfeccionamiento de la Acción Protectora de la Seguridad Social de 1972. El FNAS consistía, por un lado, en un medio de financiación a los establecimientos de la beneficencia y, por otro, en la dotación de ayudas económicas ocasionales a personas en situación de necesidad, y periódicas a ancianos y enfermos que carecían de recursos. Es decir, prestaciones económicas previa prueba de necesidad. La Ley de Bases de Seguridad Social contenía prestaciones para beneficiarios del sistema de Seguridad Social Contributiva y asistencia social para necesitados sin un cuidado específico para su incorporación social. La asistencia social de este período se caracterizó por la ausencia de un marco organizativo general y la coexistencia de diferentes modalidades de actuación.
La década de los setenta fue un período de gran relevancia para la historia del trabajo social en España y su proceso de profesionalización en un contexto socio-político caracterizado por el crecimiento de partidos políticos y movimientos de oposición a la Dictadura y en un clima de inestabilidad y cambio de valores. Este es el momento denominado por prácticamente todos los estudiosos como “crisis de la profesión”. En realidad, la crisis fue un momento de reflexión interior que también se estaba produciendo en lugares tan distantes y con trayectorias políticas y sociales tan diferentes como Francia o Iberoamérica. Las características de la crisis en Francia procedían del cuestionamiento crítico sobre las funciones de los trabajadores sociales adscritos a la administración pública de servicios sociales como “agentes de control social”. En Iberoamérica se discutía, entre otros asuntos, sobre la idoneidad de fragmentar la intervención en “casos”, grupos y comunidad y el rol del trabajo social en la “adaptación de los individuos al medio social”, lo que acabó por generar la “reconceptualización del trabajo social”.
Para autores como J. Estruch y A. Güell, Natividad de la Red, o M. Colomer, la crisis en España no se producía realmente en el seno de la profesión sino como resultado del marco institucional que la acogía. La crisis se expresó en las Jornadas de Asistentes Sociales de Mallorca en 1970 donde se manifestó la insatisfacción por el quehacer profesional “secuestrado” por el contexto político de la época y el modo en el que se “practicaba” el trabajo social en España.
Las preocupaciones metodológicas tuvieron su expresión en los Seminarios de Manresa (1971), Los Negrales (1972) y en las Jornadas de Asistentes Sociales de Barcelona (1971) donde se debatió que la actuación profesional tenía que superar su carácter paliativo e individual adquiriendo una dimensión más comunitaria, y más crítica. Obviamente, en la década de los setenta, con Franco todavía en el poder aunque ya en una dictadura un tanto debilitada, este debate interno de la profesión manifestaba ya la necesidad extrema de las asistentes sociales por desvincularse del Régimen para acercarse a los verdaderos fines de la profesión: ser agentes de cambio y colaborar activamente en la proclamación de un estado democrático, asunto este claramente expresado en 1972 en el II Congreso Nacional de Asistentes Sociales (Madrid). En definitiva se estaba replanteando totalmente la profesión y su papel en la sociedad. Para que este cambio fuese posible se debatió en torno a la necesidad de dotar al trabajo social de un carácter más científico y reflexionar sobre su metodología todo ello con el objeto de hacer de la profesión un instrumento idóneo para la transformación social. Fruto de esta revisión será la aparición del Método Básico del Trabajo social y su rápida expansión entre las profesionales, luego sintetizada por Montserrat Colomer.
Siguieron otros Seminarios, Jornadas, y Congresos (Loyola, 1973; Valencia, 1975; Sevilla, 1976; Pamplona, 1977) en un periodo en el que se produjo ya la muerte de Francisco Franco (1975).
Especialmente relevante fue el III Congreso Nacional celebrado en Sevilla en 1976 donde se produce el cambio de la denominación del profesional de Asistente Social a Trabajador Social y se decide que ya es tiempo de desterrar de la profesión la perspectiva de la beneficencia y las intervenciones paliativas y se ratifica la imposibilidad de incidir en los problemas individuales y sociales sin afrontar, previa formación científica, las causas que los originan.

Pero probablemente el punto de inflexión para el trabajo social fue expresado en las II Jornadas de Trabajo Social celebradas en Pamplona en el año 1977. Constituyó, a juicio de Las Heras y Cortajarena el acontecimiento que delimitó una primera etapa de surgimiento y definición profesional y otra de asentamiento teórico y consolidación del trabajo social en España. En aquel encuentro todavía se debatieron las deficiencias y dificultades profesionales del trabajo social, pero también se planteó el papel del trabajo social en la articulación de la acción social y las ciencias sociales, la valoración de la relación necesidades/recursos sociales, el análisis de las formas históricas de Acción social, la definición y los criterios para una política de bienestar social, el análisis de la situación de las instituciones y recursos de la Beneficencia para su ulterior transformación en Servicios sociales, el perfil del trabajador social y el análisis de la acción social en los Municipios así como el modelo operativo para una política de bienestar social y de Servicios sociales municipales, que finalmente sería publicado en 1979 en Introducción al trabajo social, libro sobre el que volveremos:
“El campo de la intervención profesional [es] la acción social; su objeto, las necesidades sociales en su relación con los recursos aplicables a las mismas; su objetivo, [el] bienestar social; su marco operativo, [los] Servicios Sociales” (Las Heras y Cortajarena, 2014, p. 100).
Tímidamente se avanzaba por el camino de la transición democrática en España, con todas las expectativas que ello suponía para una profesión, la de trabajo social, que se entendía a sí misma fundamentada en la justicia social y que aspiraba a participar en las nuevas instituciones de política social creadas a partir de 1977: el Instituto Nacional de la Seguridad Social (en adelante INSS), el Instituto Nacional de la Salud (en adelante INSALUD) y el Instituto Nacional de Servicios Sociales (en adelante INSERSO).
Quedaba por delante un interesante proceso en el que se habría de organizar y constituir un marco legal y operativo en el que tendría cabida un trabajo social profesionalizado ajeno ya a la confesionalidad y a la beneficencia. Se iniciaba la etapa de afianzamiento profesional (1980-1990) del trabajo social en España, muy asociada a la creación del Sistema público de Servicios Sociales.
Respecto a la formación académica, es importante destacar que el Decreto de 20 de agosto de 1981 establece la incorporación a la Universidad de los estudios de Asistente Social y regula la estructura de las nuevas Escuelas Universitarias de Trabajo Social. En 1983 se establecen las directrices para la elaboración de los planes de estudios conducentes a la Diplomatura en Trabajo Social. Este proceso significará un cambio cualitativo en la formación del trabajo social afectando tanto el currículum formativo como al modelo organizativo de las escuelas aunque habrá que esperar a 1990 para la creación del Área específica de conocimiento de trabajo social y servicios sociales y a 1991 para consolidar los saberes específicos en la institución universitaria entre la política social, los servicios sociales y el trabajo social.
Paralelamente al proceso de consolidación de la formación de los trabajadores sociales, es importante destacar de esta etapa el afianzamiento de la estructura colegial de la profesión con la creación de los Colegios Profesionales de Trabajadores sociales y Asistentes sociales en 1982 y del Consejo General del Trabajo social en 1983, en el que se transforma la FEDAAS.

### Los servicios sociales en España: creación, evolución y estado actual

#### La creación del sistema
El Estado de Bienestar en España no se constituirá de facto hasta la democratización del Estado tras la muerte de Franco y el período de Transición política que desemboca en la proclamación de la Constitución española de 1978. Este es el “punto de inflexión” en la creación del Sistema público de Servicios sociales en España.
La influencia de la estructura colegial de los profesionales del trabajo social en la constitución, implantación y desarrollo del Sistema Púbico de Servicios Sociales en España fue muy significativa principalmente por dos hechos. En 1978 a petición de la FEDAAS el Senador Lorenzo Martín Retortillo Baquer presentó la enmienda para substituir en la redacción de la Constitución española el término “beneficencia” por el de “asistencia social”. Con esta importante modificación se consideraba a los servicios sociales como un derecho de ciudadanía más allá de la discrecionalidad de la ayuda benéfica a los colectivos más necesitados. En 1979, a instancias de la FEDAAS, después de las Jornadas de Pamplona (1977), se publica Introducción al trabajo social (1979/2014), un “manual” para políticos para la organización de los Servicios sociales bajo los presupuestos epistemológicos del trabajo social.
La Constitución de 1978 aunque no formule expresamente el reconocimiento del sistema público de servicios sociales, contiene un mandato para que los poderes públicos realicen una función promocional del bienestar social; así en el artículo 1 se proclama a España como un “Estado Social y democrático de Derecho que propugna como valores superiores de su ordenamiento jurídico la libertad, la justicia, la igualdad y el pluralismo político” y establece que las competencias en materia de Asistencia Social recaen en las Comunidades Autónomas (Art. 148.1.20) con la aprobación de sus correspondientes leyes en materia de asistencia social y servicios sociales. Se reordena también en su Art. 41 la Seguridad social y las prestaciones sociales, y se hace mención expresa a los Servicios sociales en al Art. 50 relacionado con las personas de la tercera edad.
El artículo 9.2 por su parte, indica que “Corresponde a los poderes públicos promover las condiciones para que la libertad y la igualdad del individuo y de los grupos en que se integra sean reales y efectivas; remover los obstáculos que impidan o dificulten su plenitud y facilitar la participación de todos los ciudadanos en la vida política, económica, cultural y social”.
La Constitución establece en sus artículos 41, 139.1 y 149.1.1, la garantía de un "régimen público de Seguridad Social para todos los ciudadanos y la asistencia y prestaciones sociales suficientes ante situaciones de necesidad"; así como 'los mismos derechos y obligaciones en cualquier parte del territorio del Estado" y la "igualdad de todos los españoles en el ejercicio de los derechos y en el cumplimiento de los deberes constitucionales".
Partiendo de una interpretación integradora de los artículos 1,9,10 y 14 del Capítulo III, del Título I sobre principios rectores de la política social y económica se ha de prestar atención a determinados colectivos, como juventud (Art. 48); disminuidos físicos, psíquicos y sensoriales (Art. 49); tercera edad (Art. 50) y a la familia e hijos (Art. 39). De todo ello se desprende que sin los servicios sociales estos principios fundamentales quedarían vulnerados.
La Administración General del Estado con las Comunidades Autónomas y las Corporaciones Locales, a través del Sistema Público de Servicios Sociales, pretenden oficialmente cubrir las necesidades sociales de la ciudadanía. Está configurado por prestaciones y servicios de la Administración del Estado, la Administración de las Comunidades Autónomas (CCAA) y las Corporaciones locales.
En este marco se fueron promulgando, a partir de 1982, las respectivas Leyes Autonómicas de Servicios Sociales que contemplan sus principios, actuaciones y prestaciones, promoviendo una red de equipamientos y servicios, que han supuesto el desarrollo e implantación de los Servicios Sociales en todo el territorio del Estado.
En 1985 se aprueba la Ley Reguladora de Bases de Régimen Local de 1985 cuya principal finalidad es acercar los servicios sociales a la ciudadanía y que establece en su artículo 25.2.k. que “El municipio ejercerá, en todo caso, competencias, en los términos de la legislación del Estado y de las Comunidades Autónomas, en materia de prestación de los servicios sociales y de promoción y reinserción social.” A su vez, esta normativa señala en su artículo 26.1.c, "la obligación de los municipios con población superior a 20.000 habitantes a otorgar la prestación de servicios sociales". Por otra parte, el Art.36 establece que “son competencias propias de la Diputación la prestación de servicios públicos de carácter supramunicipal, y en su caso supracomarcal”, lo cual viene a garantizar la posibilidad de atender poblaciones con menos número de habitantes.
El Plan Concertado para el desarrollo de Prestaciones Básicas de Servicios Sociales, que surge en 1988 de mano del Ministerio de Trabajo y Seguridad Social y de la Dirección General de Acción social, se creó “para articular la cooperación económica y técnica entre la Administración del Estado y las Comunidades Autónomas, para colaborar con las Entidades Locales en el cumplimiento de las obligaciones que (…) han de llevar a cabo en relación con la prestación de servicios sociales” constituyendo los fundamentos del sistema de asistencia y protección social en busca de la consolidación de una red de servicios sociales de gestión local, desde la perspectiva metodológica y técnica de la concertación y la cooperación entre administraciones (estatal, autonómica y local).
Cada año se renueva el acuerdo en el que, desde su primera edición, se contemplan la “información y asesoramiento”, la “ayuda a domicilio”, el “alojamiento y convivencia”, la “prevención e inserción social”, y la “promoción y cooperación social” como prestaciones básicas de Servicios sociales refiriéndose a ellas como “intervenciones especializadas realizadas por equipos profesionales, dirigidas a personas y colectivos en situaciones de riesgo o marginación social, con el objeto de prevenir marginaciones sociales y, en su caso, lograr la reinserción familiar y social”.
El sistema público de servicios sociales se articuló en dos niveles: los servicios sociales de atención primaria, generales, o de base y los servicios sociales de atención especializada.
La atención primaria incluye, además, los programas de urgencias y emergencias sociales, la atención a los sectores y a los colectivos con problemas sociales específicos.
Los Servicios Sociales Especializados, que constituyen el segundo nivel de atención, están destinados a resolver necesidades o carencias cuya dificultad o duración exige una intervención más especializada. Inicialmente fueron estructurados en áreas o ámbitos de actuación por sectores de población: Familia; Infancia y Juventud; Personas mayores; Mujer; Personas con discapacidad; Personas en situación de dependencia; Reclusos y exreclusos; Toxicómanos; Minorías étnicas; Personas sin hogar; Inmigrantes refugiados y apátridas; Otros, en situación de necesidad o marginación.

#### Evolución y estado actual del sistema
A partir de la década de los noventa comenzaron a modificarse algunas leyes de Servicios sociales autonómicas. La segunda generación de leyes de servicios sociales pretendió actualizar el sistema a los nuevos tiempos, universalizándose más para llegar a toda la ciudadanía y no solo a determinados sectores de la población.
En la última década, los servicios sociales se han visto afectados por diversos acontecimientos: En primer lugar por la aprobación en 2006 de la Ley 39/2006, de 14 de diciembre, de Promoción de la Autonomía Personal y Atención a las personas en situación de dependencia (en adelante Ley de dependencia) que consideró el derecho a las prestaciones del sistema como un derecho subjetivo de las personas; esto es, universal.
En segundo término, el sistema de servicios sociales se ha visto modificado por la aprobación paulatina de la tercera generación de leyes de servicios sociales caracterizada, entre otras cuestiones, por su carácter normalizador, la importancia de la calidad en el sistema, el derecho de la persona atendida a tener un/a trabajador/a social como profesional de referencia y el reconocimiento del derecho subjetivo de las personas a las prestaciones en la propia elaboración de catálogos o carteras de servicios
Las Leyes Autonómicas determinan en sus disposiciones Catálogos y Carteras de Servicios Sociales, aunque no todas los han desarrollado.
Un Catálogo es el instrumento que determina el conjunto de servicios y prestaciones garantizados a través de la Red de Servicios Sociales de Atención Pública, ya sean de servicios, económicas y/o tecnológicas del sistema público de servicios sociales. Puedes ver el actual Catálogo de Referencia de Servicios Sociales del Ministerio de Sanidad, Servicios Sociales e Igualdad Archivado el 7 de octubre de 2016 en Wayback Machine.. Mientras que una Cartera legisla las características, modalidades y requisitos de acceso a los servicios y prestaciones de los catálogos, así como la población a la que va destinada, el establecimiento o el equipo profesional que debe gestionarla, los perfiles y ratios de los profesionales del equipo, o los estándares de calidad, entre otros aspectos. En todos los casos debe garantizar el acceso a las prestaciones con el apoyo de la Administración, teniendo en cuenta criterios de progresividad en la renta de los usuarios.
Las prestaciones garantizadas son exigibles como derecho subjetivo de acuerdo con lo establecido por la Cartera de servicios sociales, que debe incluir, al menos, la necesidad de una valoración profesional previa y de una prueba objetiva que acredite su necesidad. Mientras que el acceso a las prestaciones no garantizadas se realiza de acuerdo con lo establecido por la Cartera de servicios sociales y de acuerdo con los créditos presupuestarios asignados y aplicando los principios objetivos de prelación y concurrencia.
En último lugar, los Servicios sociales han sido impactados por la aparición de la crisis económica española de 2008 y la política de austeridad que le siguió con importantes secuelas en recortes para la Administración y la aprobación en 2013 de la Ley 27/2013, de 27 de diciembre, de racionalización y sostenibilidad de la Administración Local. Esta Ley decretó que las competencias municipales en asistencia social serían “impropias” a partir de 2016 substituyendo los servicios sociales en municipios de menos de 20.000 habitantes por una única prestación consistente en la: “Evaluación, información, orientación y asesoramiento de situaciones de necesidad social y atención a situaciones de emergencia social”.
El Consejo General del Trabajo social, que representa a fecha de hoy a 40.000 trabajadoras/es sociales en España, formuló alegaciones y enmiendas a la Ley, advirtiendo de los peligros de su aprobación al suponer un desmantelamiento de los Servicios sociales públicos, la pérdida de garantía de servicios y prestaciones en los sectores más vulnerables de la sociedad, y el incremento de la desigualdad, la exclusión social y la fractura de la cohesión social. Su actual presidenta, Ana Isabel Lima Fernández, se manifestó además sobre el falaz argumento de la ineludible necesidad de la política de austeridad y las reducciones presupuestarias en Servicios sociales para afrontar la crisis.
La contestación social de la población, de las administraciones (en especial la local) así como de los profesionales del trabajo social a través de manifestaciones (Marea Naranja) y en especial de su estructura colegial –Colegios profesionales territoriales y Consejo General del Trabajo social- han incidido en la moratoria de la entrada en vigor de este apartado de la Ley a fecha de hoy (2017).
En España innumerables expertos, investigadores sociales y trabajadoras/es sociales, así como el propio Consejo general del trabajo social han elaborado informes sobre el impacto de la crisis en las familias, en la sociedad y en el sistema de servicios sociales, y se han publicado muchas investigaciones sobre el estado actual de las repercusiones de la política de austeridad. Vivimos un período de “malestares” en el Estado de Bienestar español. Pero, en definitiva, la razón de ser de los servicios sociales públicos es garantizar y satisfacer los derechos sociales subjetivos de la ciudadanía, siendo de este modo, instrumento de la justicia social; un sistema universal que junto al sistema educativo, el de salud y el de empleo ha de configurarse como el VI Pilar del Estado de Bienestar.
A fecha de hoy el trabajo social en España sigue defendiendo la dignidad de las personas. Su estructura colegial –Colegios y Consejo general- luchan a través de notas de prensa, campañas y documentales (Derechos sociales por la Dignidad, 2015) por los derechos sociales de la ciudadanía como fundamento de la justicia social en los Estados de Bienestar; razón por la cual, el afrontamiento que el trabajo social en España está haciendo ante la crisis ya ha sido declarado como “buena práctica” por la Federación internacional del trabajo social (FITS, 2014) y tipificado por expertos internacionales como la “reconceptualización del trabajo social en Europa del Sur”